# ホンダ・シティ
シティ（CITY、鋒範）は、本田技研工業が生産・販売している小型自動車である。
また、本項では下記のモデルについても便宜上記述する。
- シティ プロ（初代商用バンモデル）
- シティ ハッチバック（7代目以降のモデル）
- グレイズ（6代目以降のモデルの中国市場専売モデル）

## 概要
1.2L級の小型車であった初代シビックは、1979年の2代目へのフルモデルチェンジによって1.5L級へとクラスアップし、車体も大型化された。このため初代シビックのポジションであった1.2L級の穴を埋めるべく、シビックよりも廉価な小型車が開発されることになった。当時、ホンダは軽乗用車事業から一時撤退していたことや、他社に比べて小規模なディーラーを抱えており、低価格の小型車を必要としていた背景もあった。
このような経緯から1981年に発売されたのが初代シティである。設計に際しては小型車の欠点である居住性を補うため、当時の乗用車ではタブーとされていた全高の高いスタイルを採用したが、「トールボーイ」と呼ばれる斬新なデザインから話題を呼び、一大ブームを巻き起こした。
1986年には2代目にフルモデルチェンジしたが、初代のようなヒット作とはならず、1995年をもって日本国内ではモデル廃止となった。シティが受け持っていた販売マーケットは、ロゴを経てフィットが継承している。
日本国内でのモデル廃止後、1996年には新興国向けのBセグメントクラスに相当する4ドア小型セダンとして車名が復活した（通算3代目）。日本では4代目がフィットアリア、6代目がグレイスとしてそれぞれ導入された。

## 初代 AA/VF型（1981 - 1986年）
- 1981年11月11日 - 発売。「トールボーイ」と呼ばれるユニークな背の高い[注 2]デザインを採用し、斬新なブランドイメージから人気車種となった。折り畳んで荷室に収納できる50ccバイクのモトコンポも同時に発売された。キャッチコピーは「シティは、ニュースにあふれてる。」「ライヴ・ビークル」。

搭載されたエンジンは、COMBAX（COMPACT BLAZING-COMBUSTION AXIOM：高密度速炎燃焼原理）エンジンと名付けられた1.2Lの「ER型」。同時に商用バンとしてシティプロも発売された。乗車定員は「T」が2名で「F」が5名。
- 1982年8月25日 - 低燃費仕様の「EI」を追加。クラストップの低燃費 21.0km/L（10モード）を実現。
- 1982年9月20日 - ターボチャージャー付きの「ターボ」を追加。外観ではボンネットにパワーバルジが追加された。

2017年現在の軽自動車よりも全長が短く、車重も軽い車でありながら、最高出力100PS/5,500rpmというスペックであり、そのルックスに加速とパワーが加わった事から当時の若者を中心に人気を博した。エンジンには、ホンダ独自の電子燃料噴射装置「PGM-FI」が初めて採用された。
- 1982年11月26日 - ハイルーフ仕様の「マンハッタンルーフ」を追加。

オプションで「マンハッタンサウンド」もしくは電動サンルーフが設定された。
- 1983年10月26日 - インタークーラーターボ付きの「ターボII」（ブルドッグ）を追加。

インタークーラーの追加により、最高出力は110PS/5,500rpmとなった。エンジン回転数が3,000rpm以下の時にアクセルを全開にすると、10秒間だけ過給圧が10%アップする「スクランブルブースト」と呼ばれる機能も装備されていた。
外観はボンネットのパワーバルジが大型化、ドアミラーの装備、ダイナミックフェンダーと称した大型のフェンダーを前後に装備、フロントバンパーのライセンスプレートの位置も助手席側に移動して設置されるなど押し出しの強いスタイリングとなり、この意匠はのちに登場するカブリオレにも引き継がれた。また、このモデルによるワンメイクレースは人気を集め、1/1タカラチョロQ号の参戦などでも話題となった。
- 1984年7月4日 - オープン仕様のカブリオレを追加。

国産車では同社のS800以来14年ぶりとなるオープンカーで、ピニンファリーナが幌の設計を手がけ、岐阜県の東洋工機（後のパジェロ製造）で生産されていた。
日常の使用にも耐えうるデザインということもあり、マツダ・ロードスターが発売されるまで、国産オープンカーの中でもトップクラスの販売台数だった。また少量生産の特徴を生かし、当時としては非常に多い、12色ものボディーカラーが用意された。
- 1985年3月14日 - 量産車で世界初のF.R.M.アルミコンロッドを採用した低燃費仕様の「E III」を追加。クラスでも上位の低燃費 24.0km/L（10モード）を実現。
- 1985年3月 - シティU発売。4速MTとホンダマチック仕様。前期型Rと共通のバンパーに後期型グリル、テールゲートの「CITY」のみのデカールなどが特徴。
- 1985年4月24日 - 副変速機付4速MTの「ハイパーシフト」を追加。

ハイ・ローの2段副変速機は、走行状況に応じて2・3・4速で自動選択される。このため実質変速段数は7速となる。
ヨーロッパでは1982年から1986年の間販売されたが、「CITY」の商標がすでにオペルに所有されていたため、Honda Jazzの名で販売された。

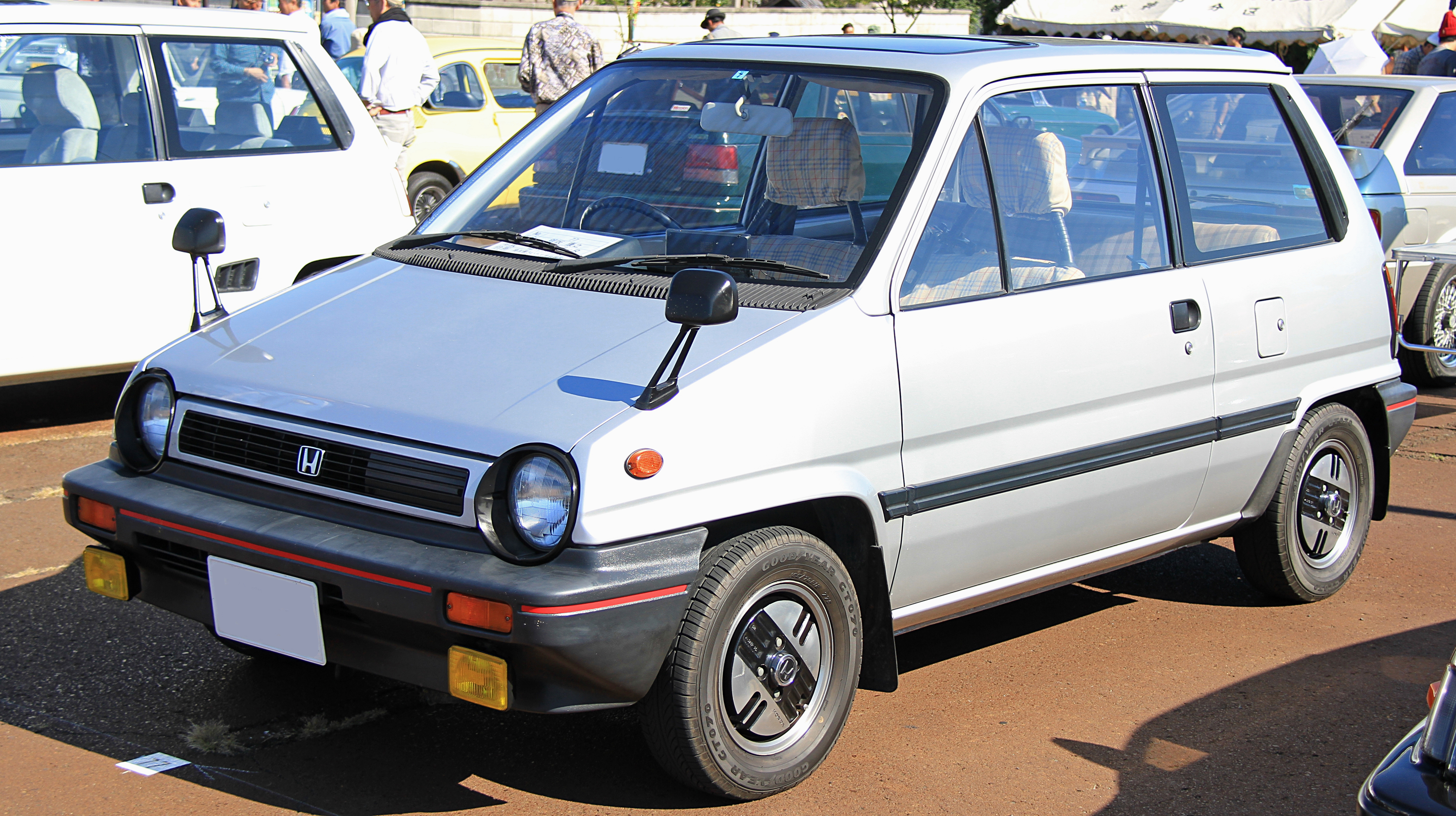
R(前期型、フロント)
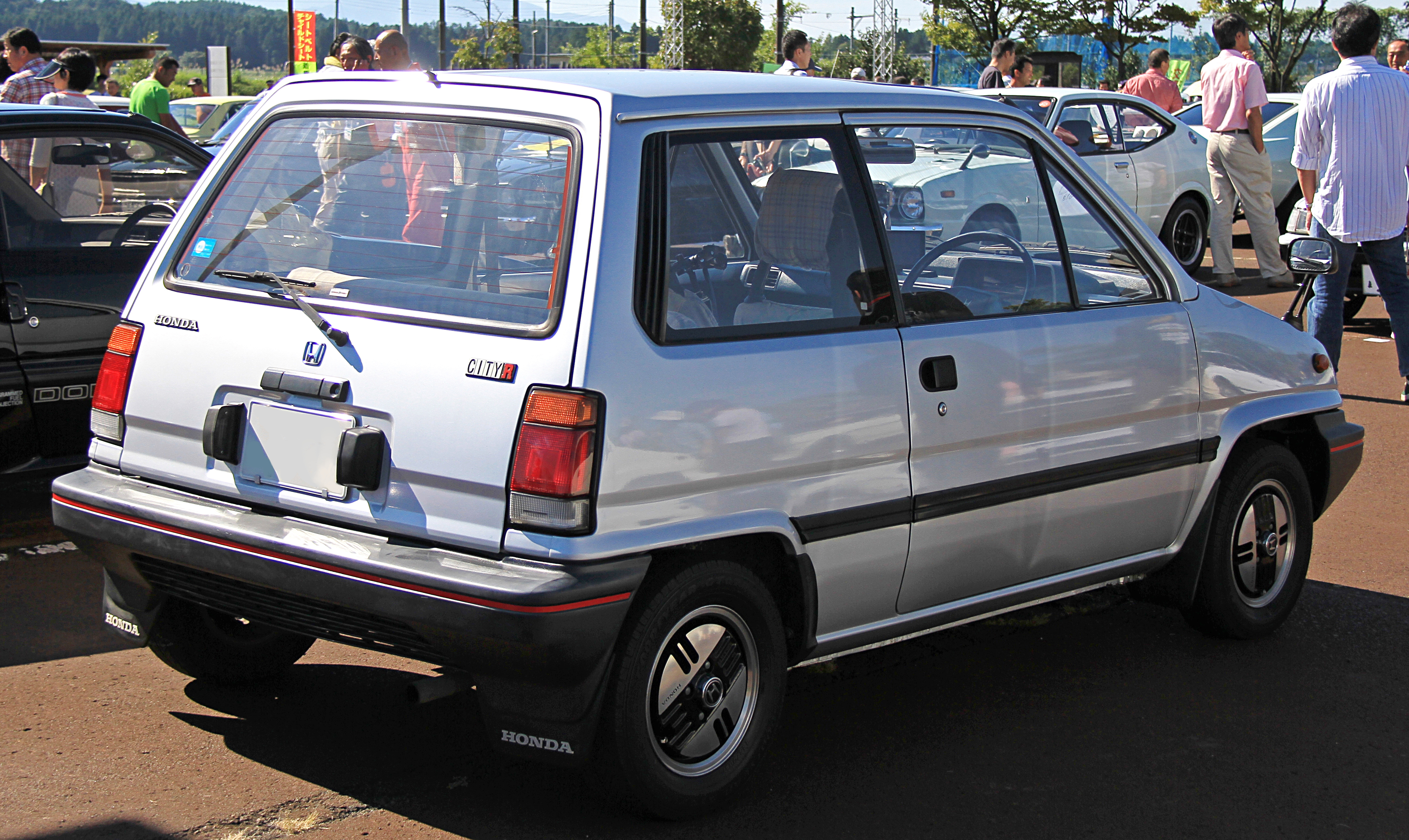
R(前期型、リア)
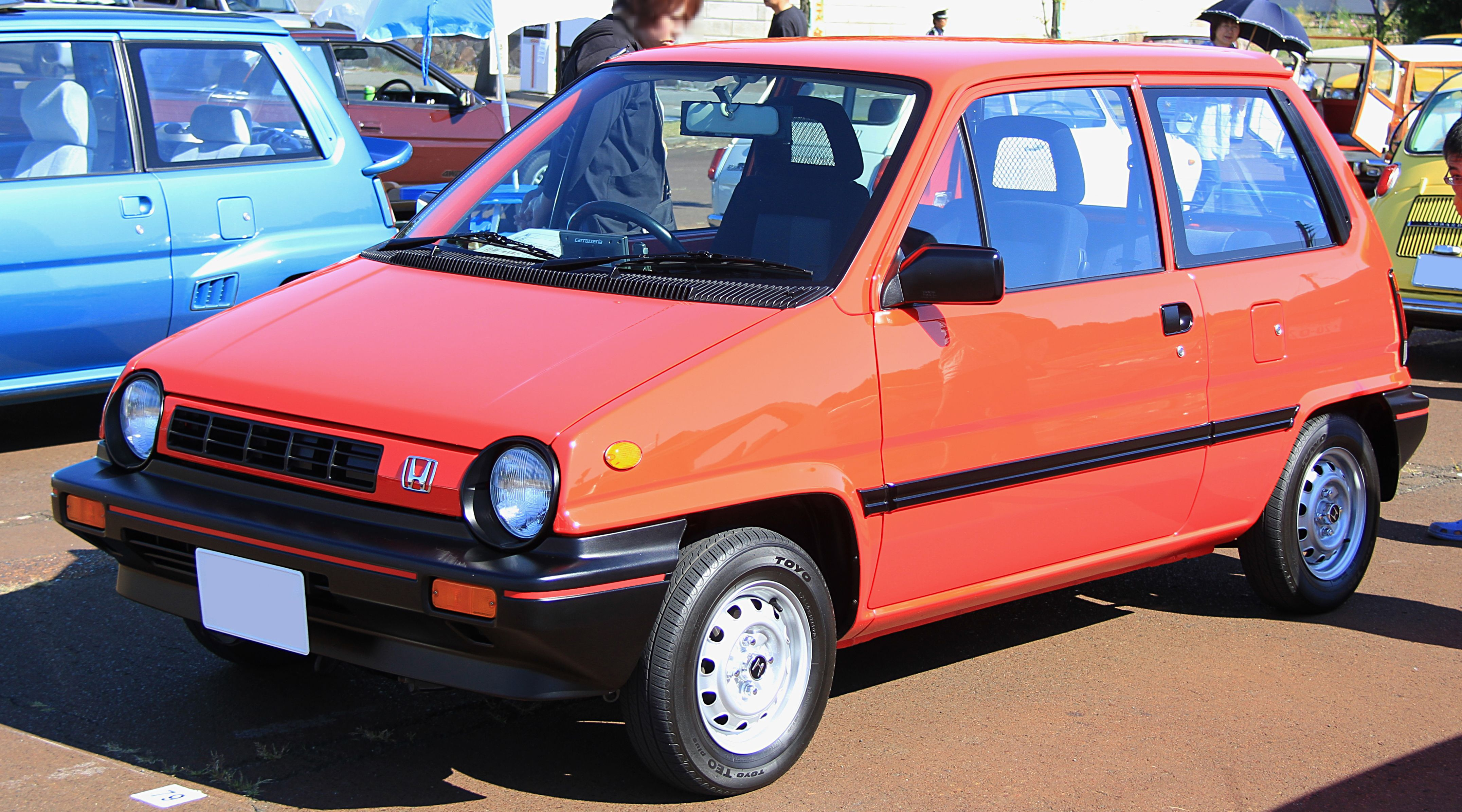
Uトピックス(後期型、フロント)
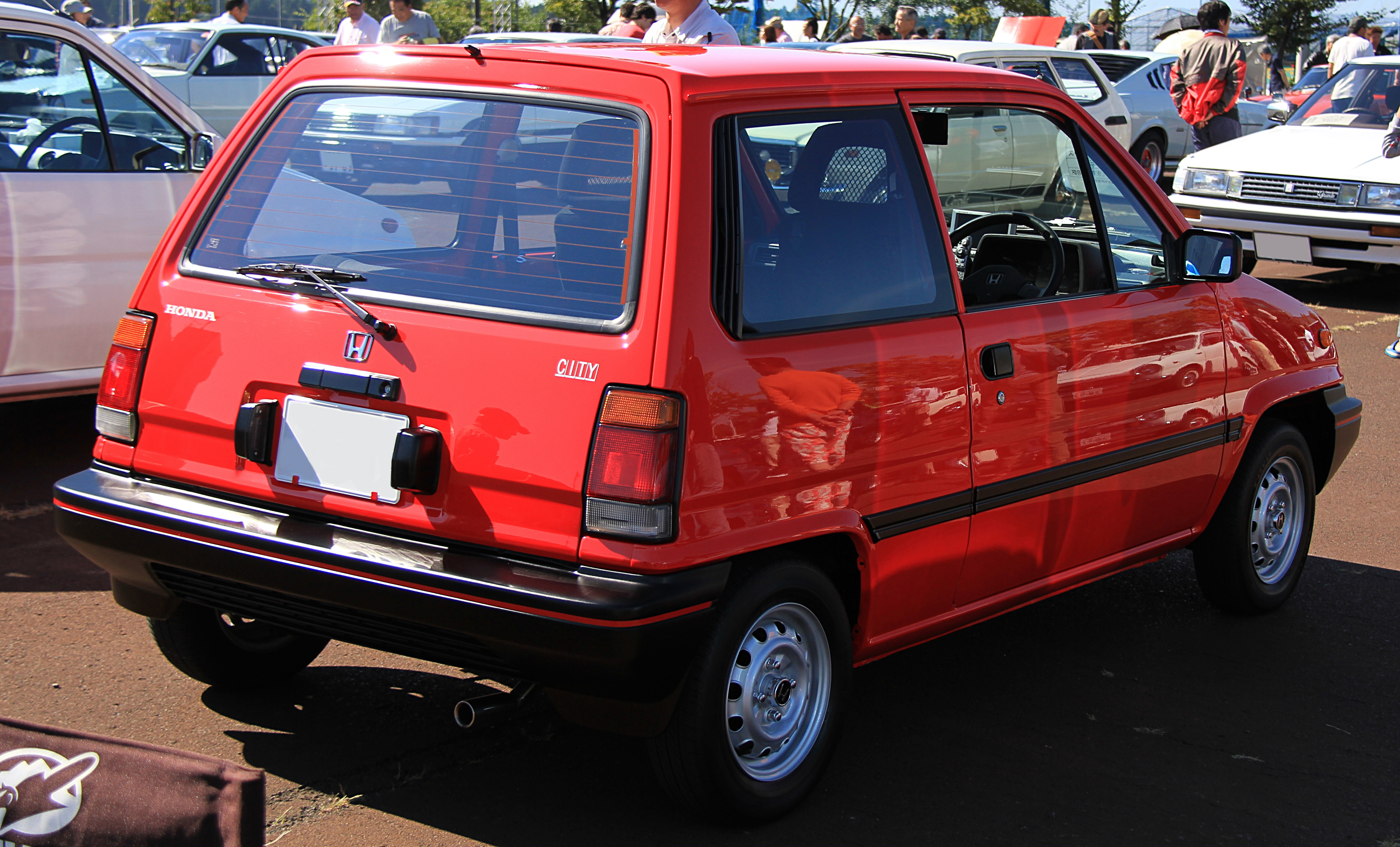
Uトピックス(後期型、リア)
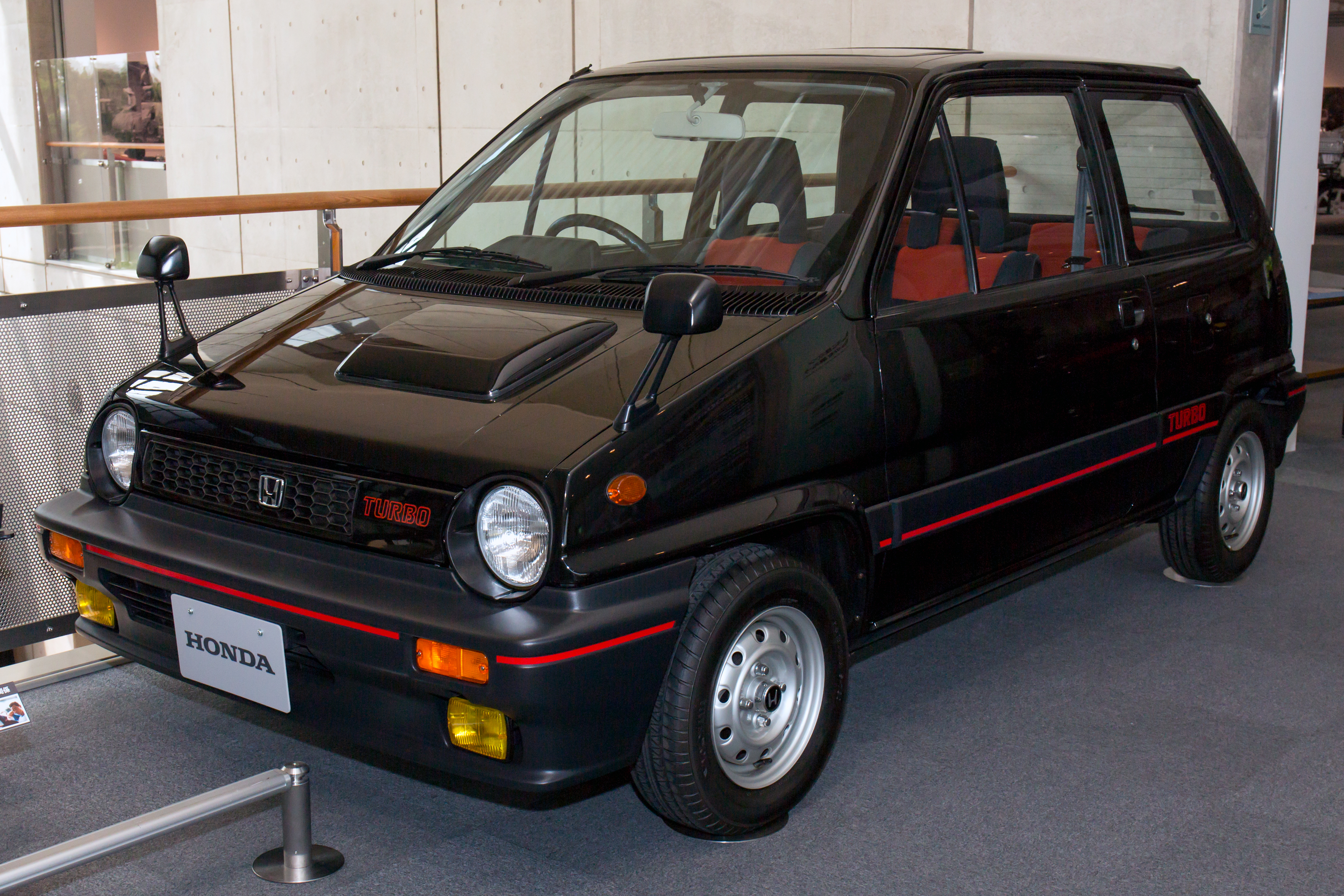
ターボ（フロント）
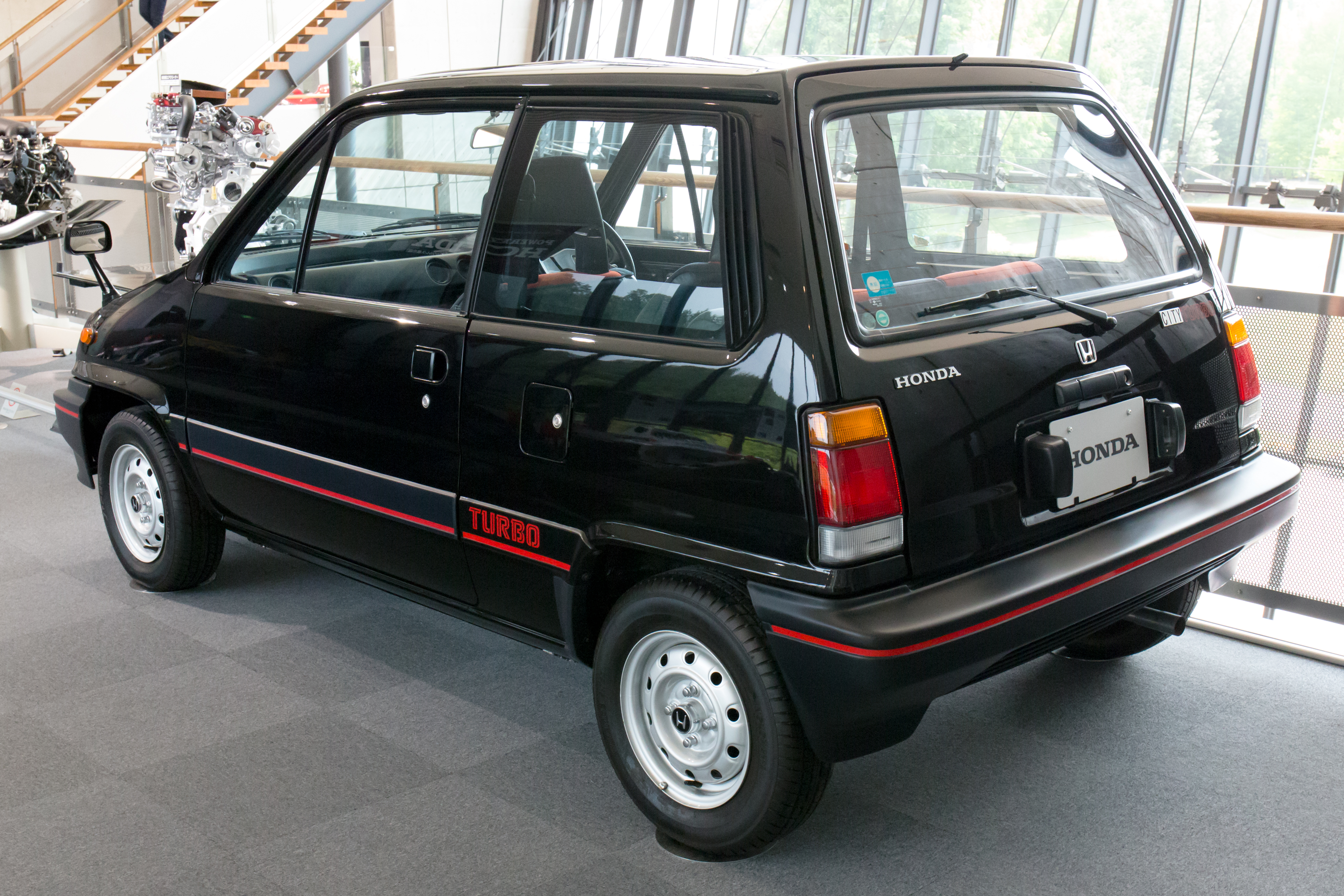
ターボ（リア）
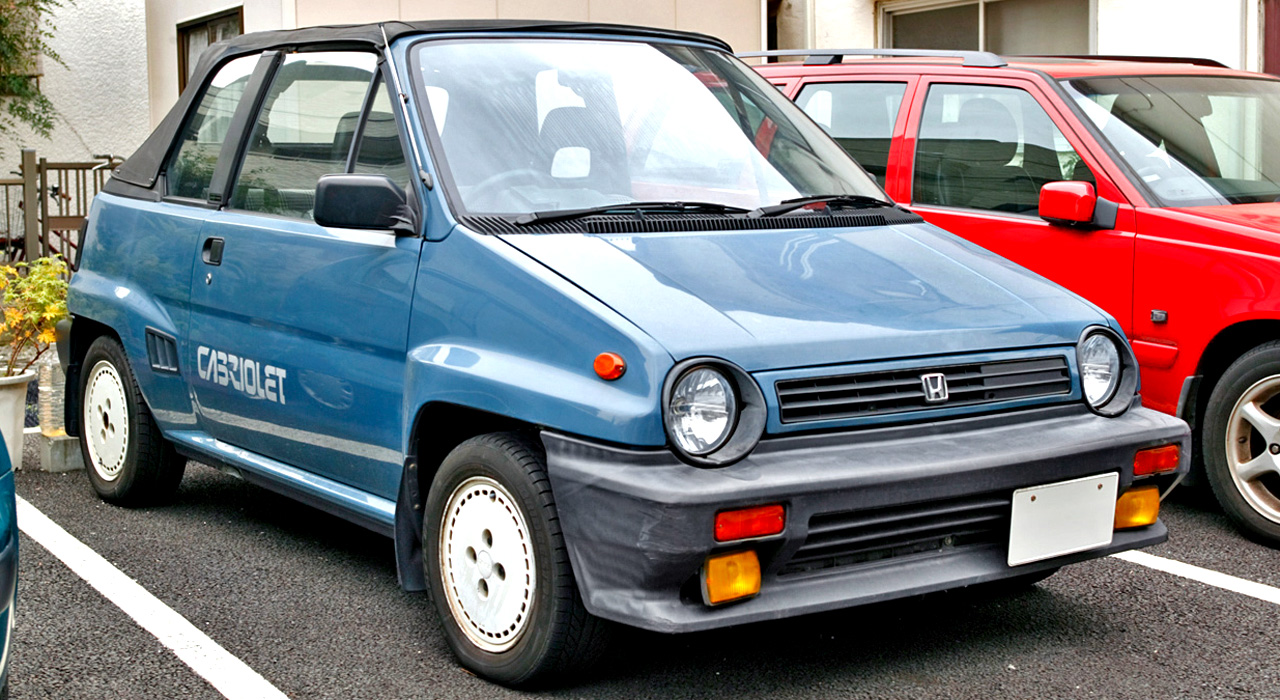
カブリオレ（フロント）
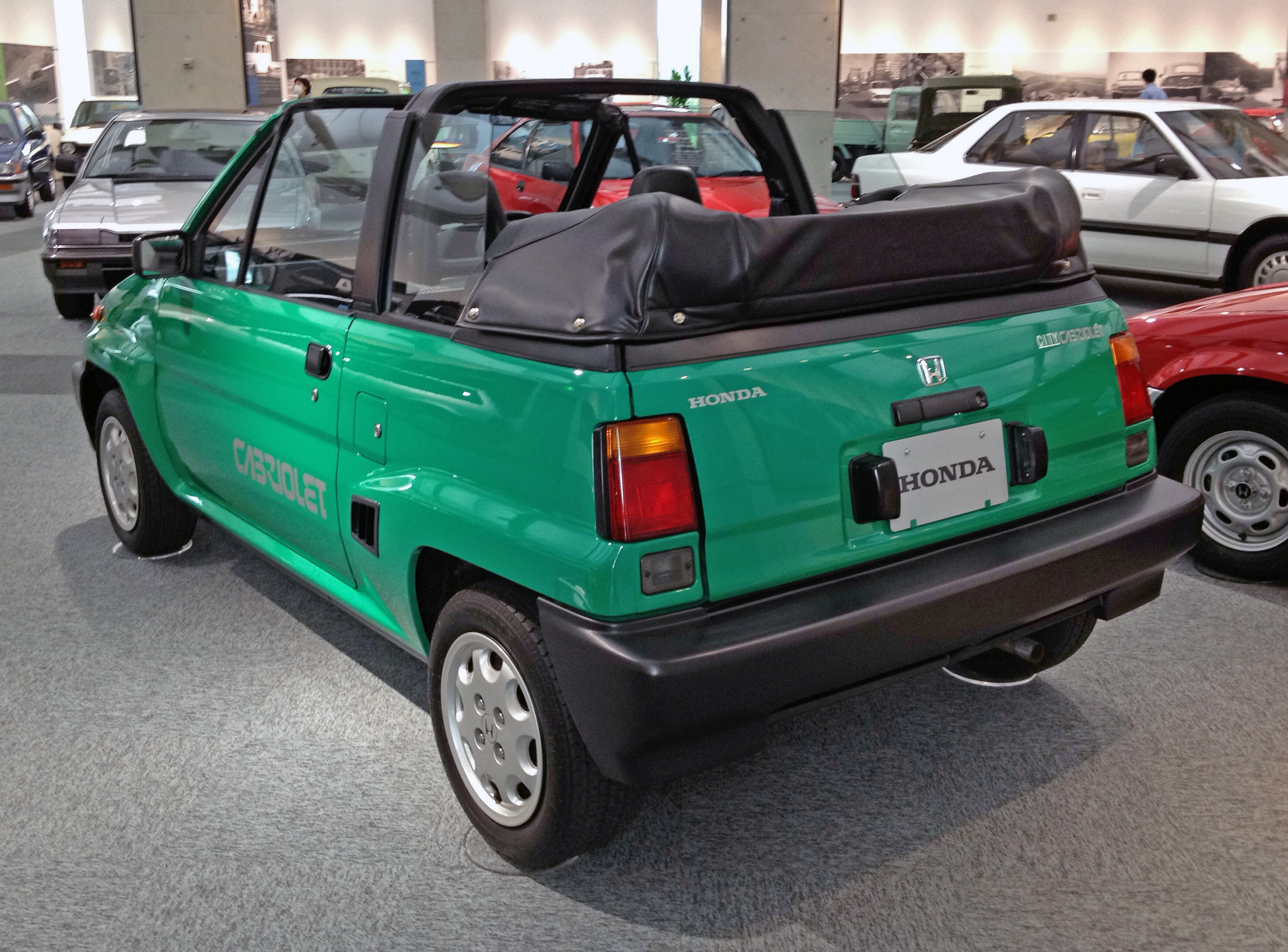
カブリオレ（リア、オープン状態）
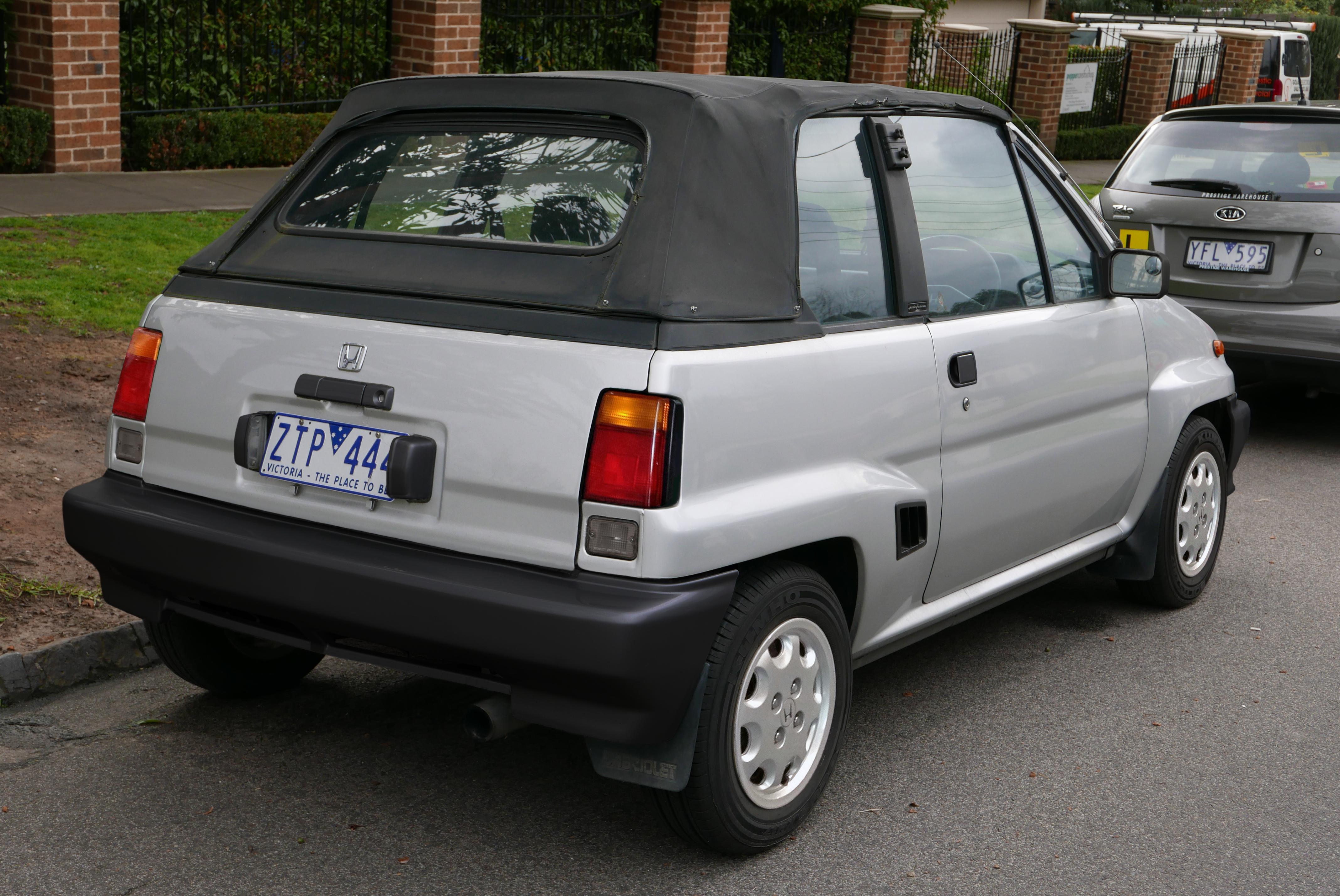
カブリオレ（リア、クローズ状態）
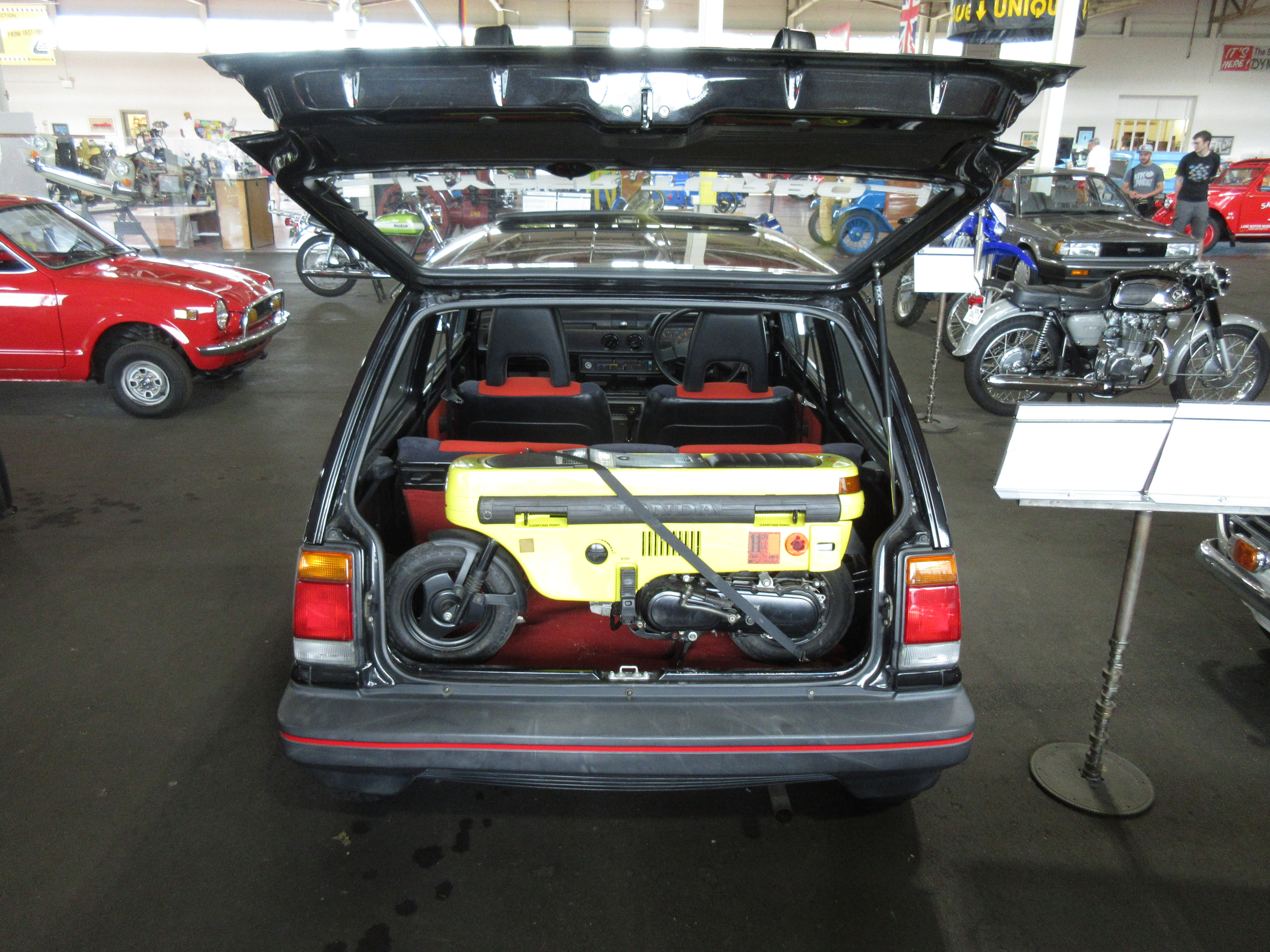
収納されたモトコンポ
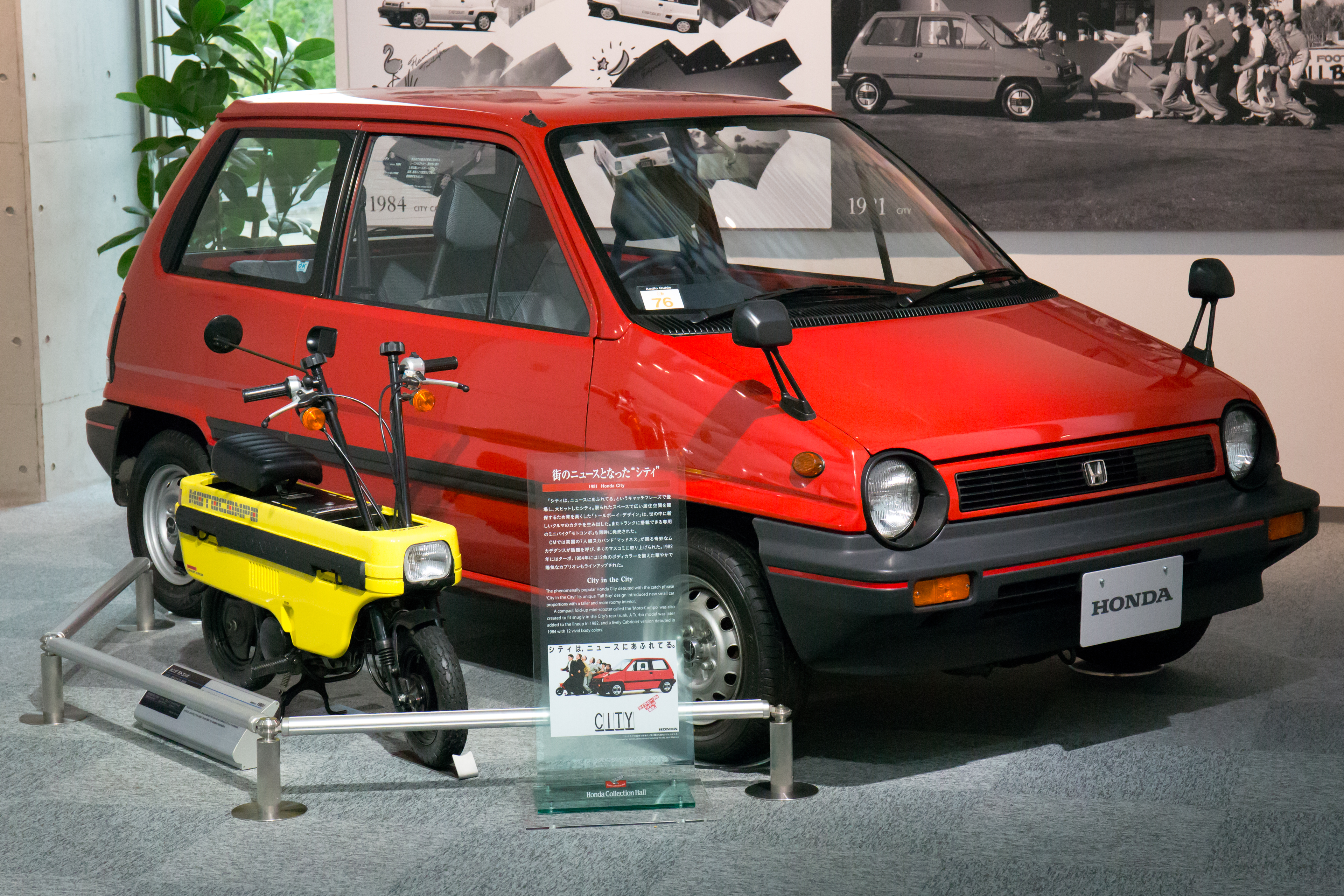
シティとモトコンポ（ホンダコレクションホール所蔵）

## 2代目 GA1/2型（1986 - 1995年）
1986年10月31日に発表・発売された。キャッチコピーは「才能のシティ」。CMソングはトーキング・ヘッズの「Road to Nowhere」。
このモデルチェンジにおいて、コンセプトに大きな変化があり、「クラウチングフォルム」と呼ばれたロー&ワイドなデザインとなり、軽量な車重（ベーシックグレードは680kg）と相まって、走行性能の向上がなされた。エンジン構成はD12A型（1カム4バルブのSOHCエンジンは1986年当時、国産車としては初のメカニズム）のみで、装備品等の違いによって「GG」/「EE」/「BB」の3グレードで商品展開を行った。
1988年10月、マイナーチェンジが行われ，主力エンジンはD13C型に変更された。この時従来のシングルキャブ仕様に加え、PGM-FI仕様が追加された。シングルキャブ仕様は、1.2Lの「BE」の他1.3Lの「CE」/「CG」が設定され、PGM-FI仕様は「CR-i」/「CZ-i」の2グレード構成となった。キャッチコピーは「CITY NEURON」。CMソングはトーマス・ドルビーの「彼女はサイエンス」。
中期には販売力強化を目的に、「CE」の装備を充実させたお買い得グレード「CE Fit」、PGM-FI仕様では「CR-i」ベースの限定高級グレードである「CR-i Limited」が投入され、後期には「CZ-i」グレードにマイナーチェンジが施される。
最終的に販売終了時点では、グレードの統廃合により「Fit」/「CR-i」/「CZ-i」の3グレード構成となる。
初代と大きく変化したエクステリアや、ターボなど高性能グレードの未設定といった商品力の乏しさがユーザーには受け入れられず、売れ行きは低迷し1994年3月に生産中止、翌1995年12月末をもって販売終了。
シティという名称を持つ日本国内及び欧州向けハッチバックはこの代で途絶え、GA系車両としては1996年に「ロゴ」(GA3/5)が実質的な後継車種として発売された。生産終了前月までの国内新車登録台数の累計は16万7,521台。

## 3代目 3A2/3型（1996 - 2002年）
1996年、新興国をターゲットに開発された（いわゆるアジアカー）小型セダンで「シティ」の車名が復活した。
EK型シビックセダン（シビックフェリオ）をベースにしているが、さまざまな改良・コストダウンが図られている。1996年4月にタイのアユタヤ市に建造した新工場で、70%の部品を現地調達により生産が開始された。1997年2月までには14,352台がタイ国内で販売され、1996年の45万バーツ以下のセグメントにおいて66%のシェアを得ている。タイでの生産を手始めに、台湾、フィリピン、マレーシア、パキスタン、インドで次々に生産が開始された。
エンジンは当初1.3Lのみであったが、後に1.5Lが追加された。グレードは主に「LXi」、「EXi」の2種類がある。下位グレードの「LXi」はパワーステアリングやパワーウィンドウ、カーラジオなどが省かれた最低限の仕様となっている。前期型のバンパーは輸送コストを抑えるため3分割構造となっていた。
2000年にフェイスリフトが行われ、「City Type Z」と名称が変更された。3分割バンパーは一般的な一体成形に変更される。2001年に登場した「VTi」は、115hpのSOHC16バルブ VTECエンジンが搭載され、四輪ディスクブレーキや、リアスタビライザーが付くなどスポーティな仕様となっている。

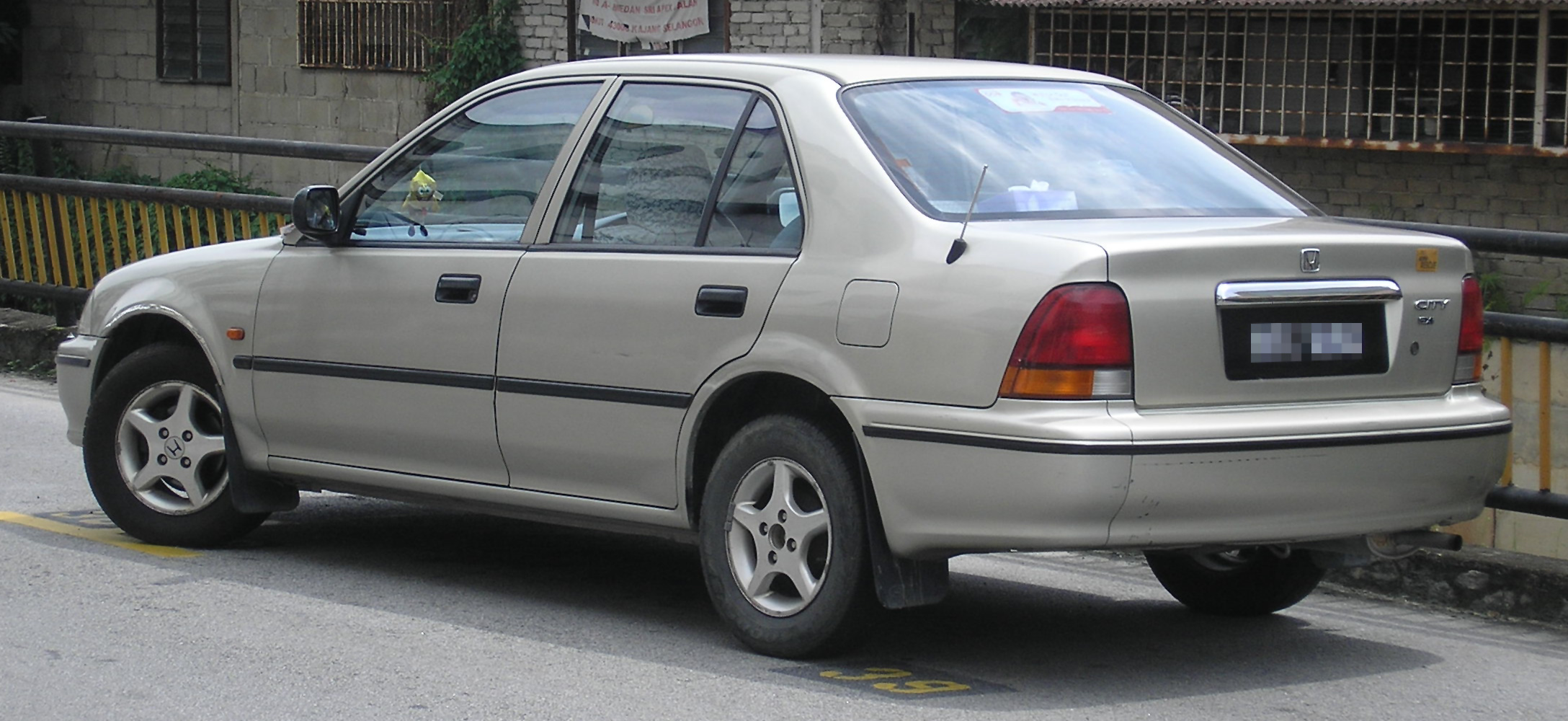
前期型リア
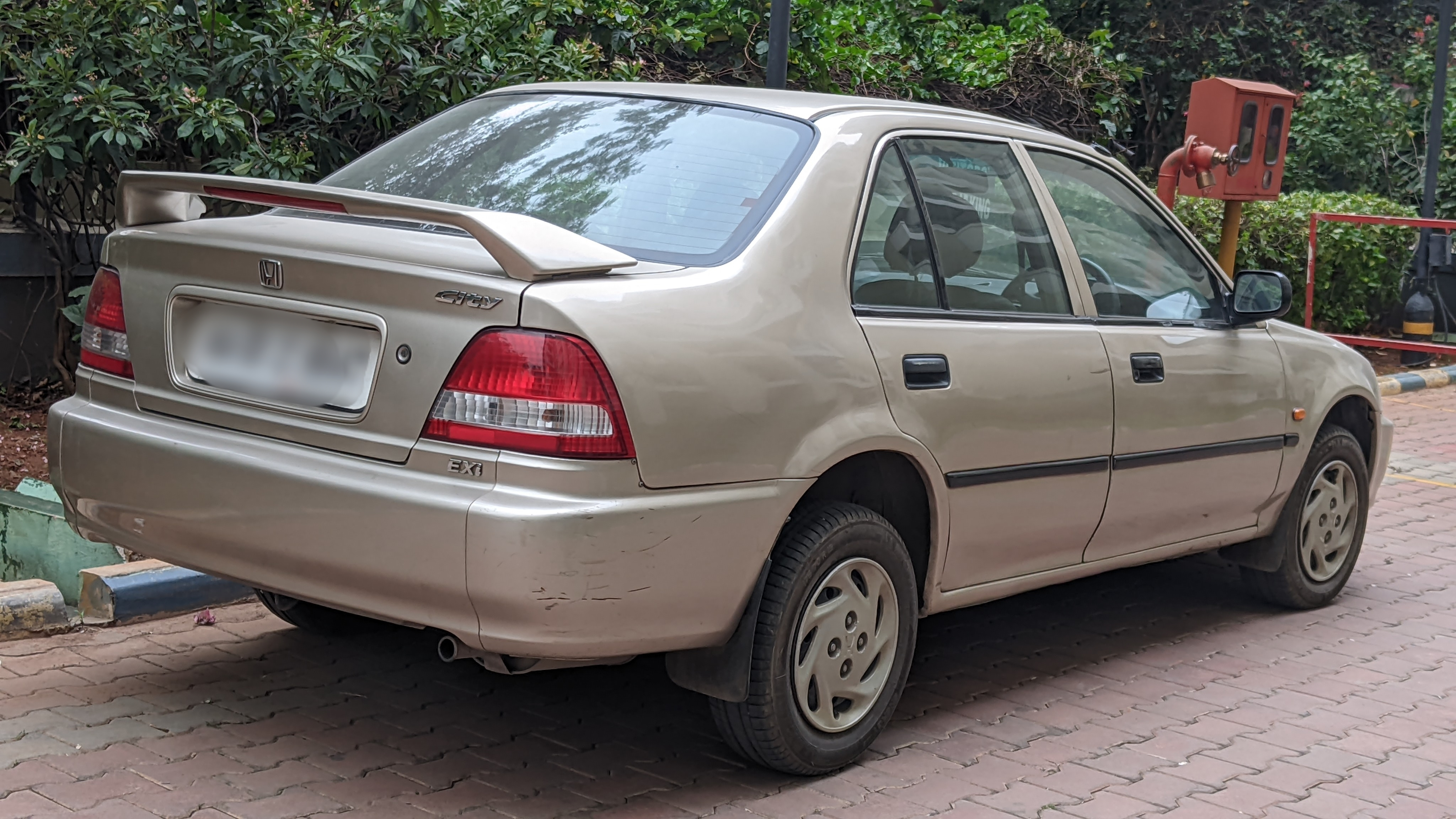
後期型リア

## 4代目 GD6/8/GE1/4型（2002 - 2008年）
2002年発表。フィットをベースに、東南アジアのみならず中国市場などもターゲットにした国際戦略車種として開発された。ホンダオートモービル（タイランド）カンパニー・リミテッドや広汽ホンダなどで生産され、日本でもタイからの輸入車が「フィットアリア」の名前で販売されていた。タイとインドではフェイスリフト後は「City ZX」とネーミングされているが、その他地域は「City」のままである。
当初、1.5Lモデルは8バルブ仕様のみであったが、後にVTEC・16バルブ仕様のほか、1.3Lも追加された。それぞれMTとCVTがあり、グレード構成は国によって異なる。後席はベースとなったフィットから“ウルトラシート”が継承されているが、インド向けではコストダウンおよびLPGタンク搭載を前提とし、固定式に変更されている。
2005年9月にはフェイスリフトを行った新型が発表され、10月にタイ、マレーシアで発売された。一番の変更点はエクステリアで、フロントグリル、ヘッドライト、フォグライト、テールライト、バンパーが新しくなり、フロントエンドが65mm、リアエンドが15mm長くなった。ドアミラーは電動格納式に変更。i-DSI、VTECの両グレードとも15インチのアルミホイールが標準となった。インテリアの変更点はわずかだが、ドライバーアームレストの改良やマップライトの追加がある。
エンジンに変更はないが、インテークマニホールドが改良され、吸入空気の温度が10%下がっている。サスペンションもアップグレードされた。タイ、フィリピン、パキスタン、シンガポール、マレーシアではi-DSI、VTEC 両グレードにCVTを用いている。CVTは7速マニュアルモードを持つ、パドルシフトが付く。
2008年5月末には全世界での累計販売台数が100万台を超え、ホンダの基幹車種と位置付けられている。
中国では、現地合弁会社の広汽本田が自主ブランド「理念」(Everus）の最初の市販車として、シティをベースにした理念・S1を2010年末の広州国際モーターショーにて発表し、2011年4月18日に発売した。

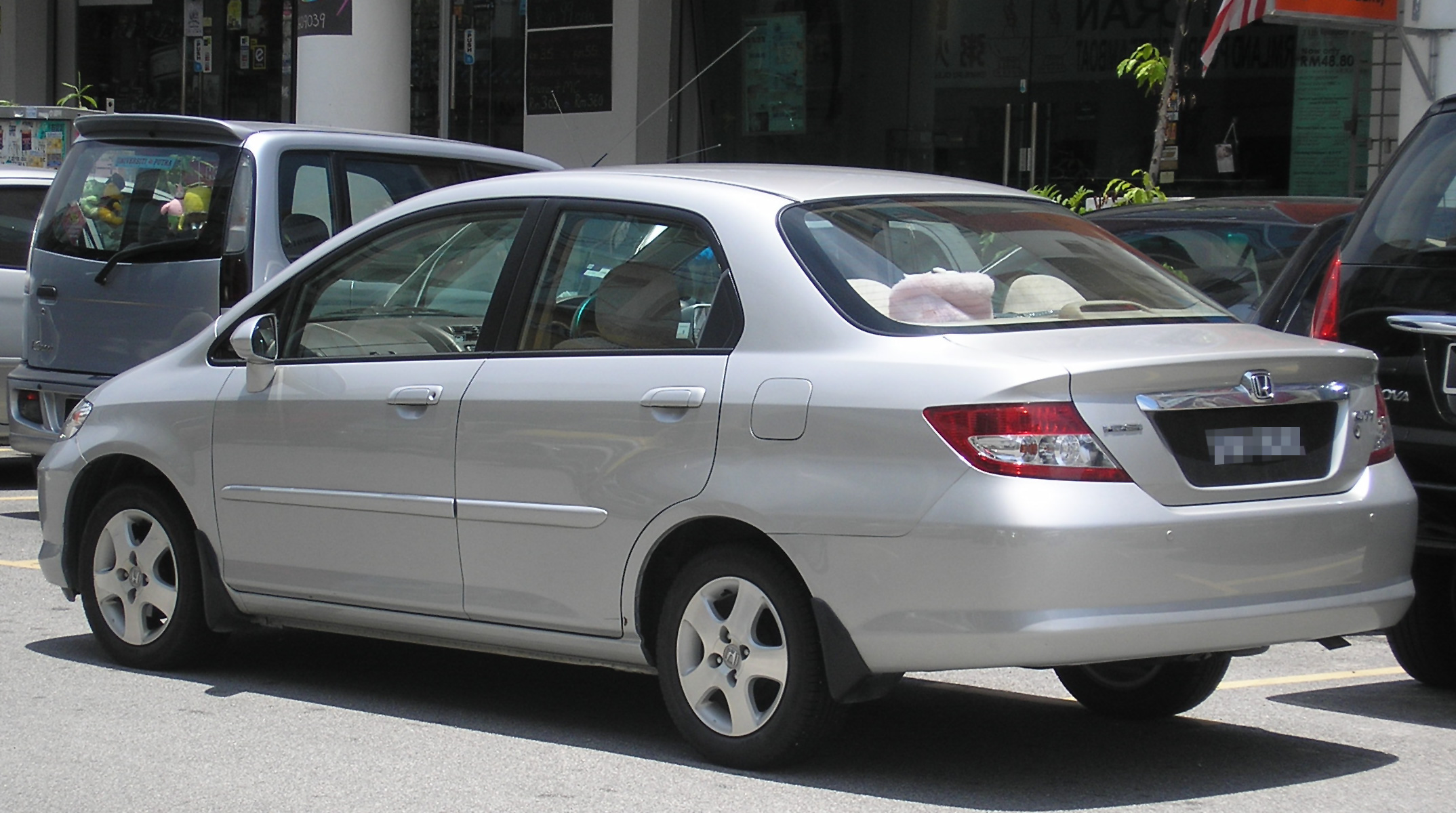
前期型リア
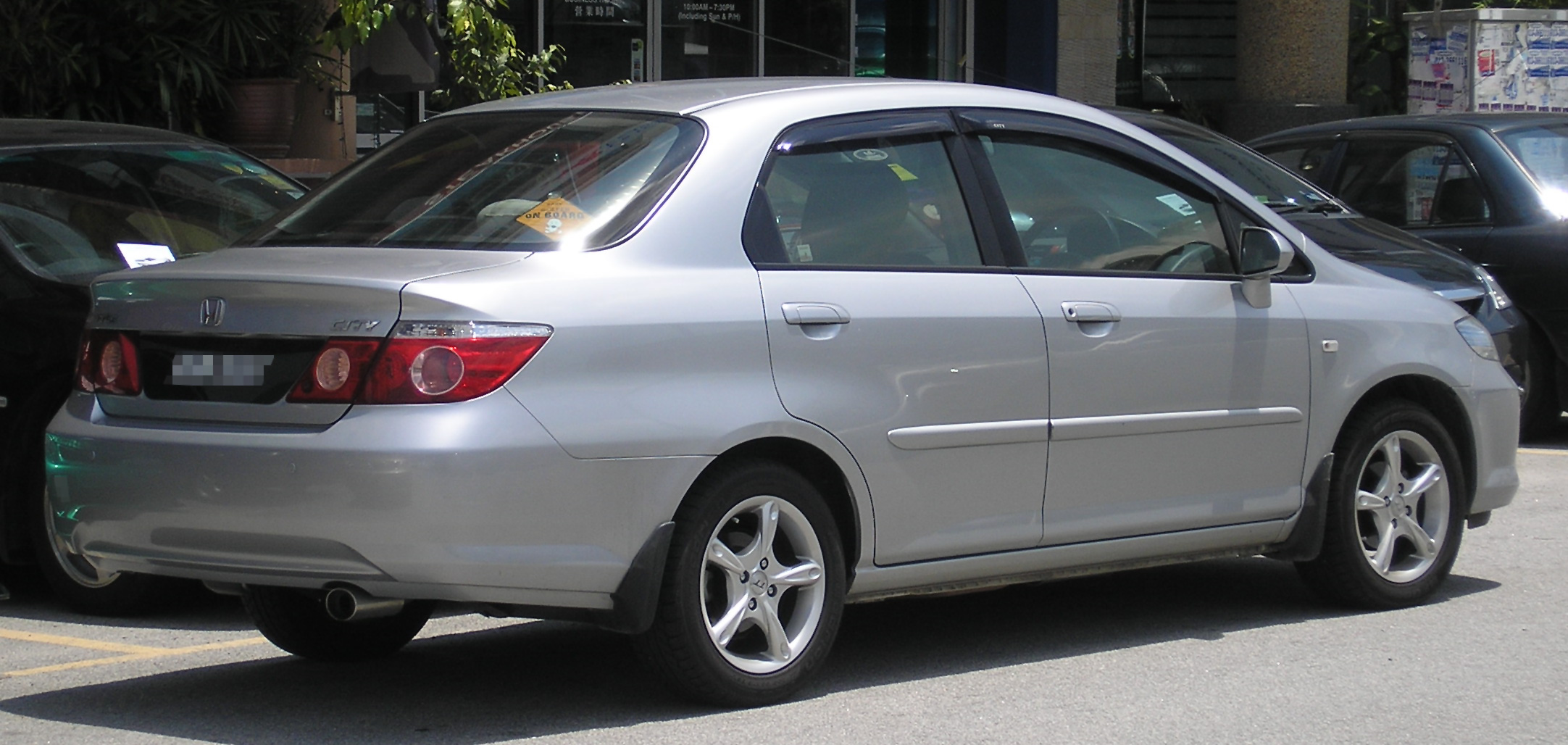
後期型リア

## 5代目 GM2型（2008 - 2013年）
2008年9月10日発表。エクステリアはコンパクトながら存在感のあるフォルムを、インテリアは開放感と安心感との両立を目標にデザインされた。エンジンは2代目フィットと共通のL15A型を搭載し、出力・燃費・環境性能の進化を目指した。フィリピン、パキスタンなどでは1.3L、中国では1.8Lもラインナップされる。
インドではシティが2008年の発売以来中型セダンのベストセラーとなり、これまでシティの最大のマーケットであったタイを凌ぐまでになった。2010年10月には内装にレザーシートなどを装備するラグジュアリー仕様の「エクスクルーシブ」が発表された。なお、先代型のインド仕様において省略されていたウルトラシートは、今回も採用されていない。
2009年2月、オーストラリアにおいてシティが発表された。1.5Lの「VTi」と「VTi-L」の2モデルが用意され、タイから輸入される。
2009年からブラジルでも生産が開始され、搭載されるエンジンは1.5L SOHC16バルブ i-VTECのみで、フレックスフューエル対応が施されている。
南アフリカでは2011年より新型バラードとしてシティを販売する。
2011年9月にフェイスリフトが行われ、フロントグリルや前後バンパー、テールランプデザインが変更されたほか、全長が20mm伸び、最低地上高が160mmから165mmになった。内装にも手が加えられている。デュアルエアバッグが標準装備となった。

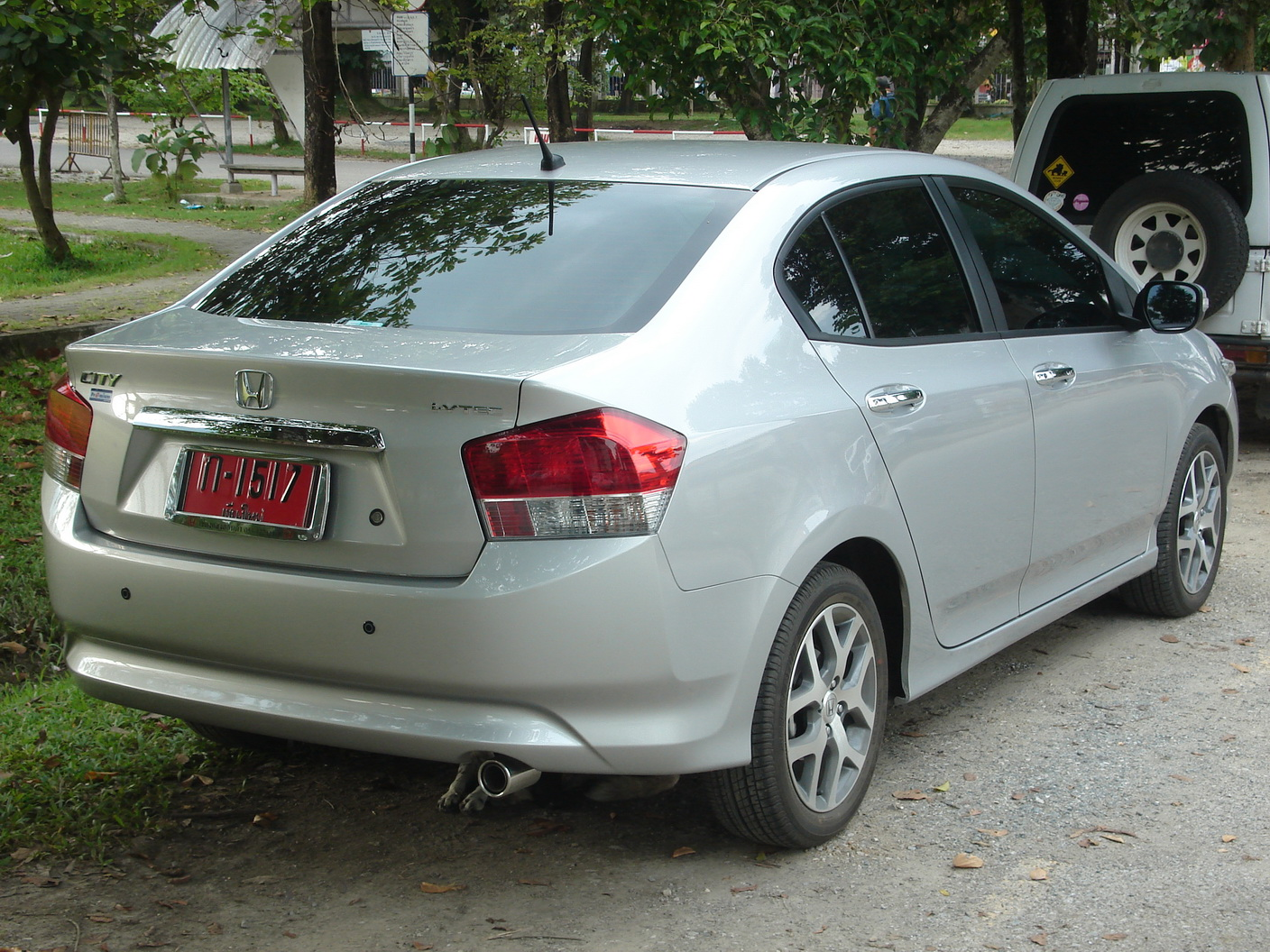
前期型リア
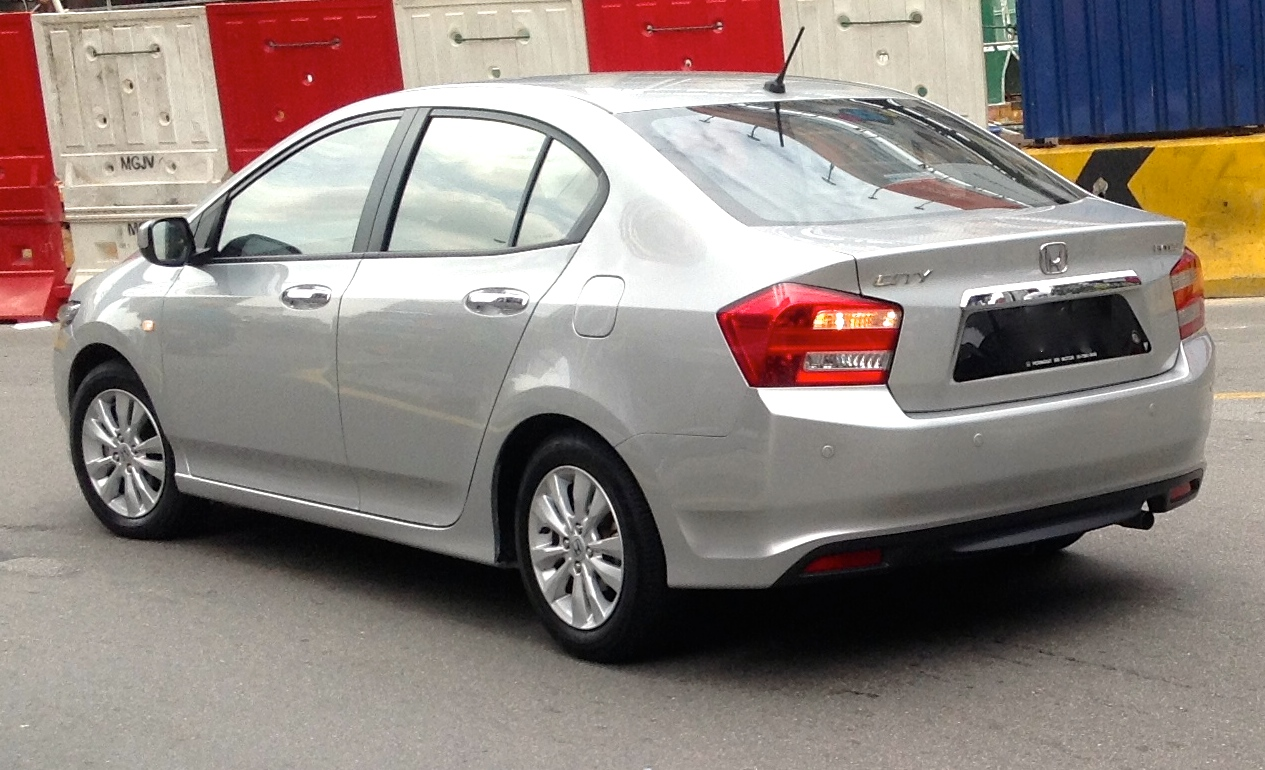
後期型リア

## 6代目 GM6型（2014 - 2020年）
ホンダが進めるグローバルオペレーション改革の一翼を担う車両として、3代目フィットをベースに開発され、2013年11月25日にインドで発表された。インド向けの生産はホンダカーズインディア・リミテッド（HCIL）で行なわれ翌2014年1月より発売を開始した。
コンセプトは「Advanced and Cool Stunner」で、クールでスポーティなデザインと広い室内、クラストップの燃費と快適性を持った車を目指した。ボディサイズは大きく変わらないもののホイールベースが先代より50mm伸びた結果、室内空間が歴代最大の広さになった。
エンジンはそれまでのガソリンエンジンに加え、アメイズに次いでディーゼルエンジンも設定。インドでは「E」、「S」、「SV」、「V」、「VX」の5グレードの展開で、それぞれディーゼルとガソリンエンジンが選択できる。トランスミッションはガソリンモデルが5速MT、ディーゼルモデルが6速MTが標準装備となり、ガソリンエンジンの上位グレード、V、VXのみにCVTが設定される。
全グレードにマルチインフォメーションコンビネーションメーターという多機能メーターが装備され、上位モデルではタッチパネル操作エアコンや、後部座席用充電ポート付エアコンベントなども装備される。
2014年1月23日にはタイでも販売が開始された。E85燃料に対応、インド仕様にはない6エアバッグ、VSA、ヒルスタートアシストなどの安全装備が用意される。
2014年6月、台湾市場にて発表。ガソリンモデルのみ投入される。
2014年12月1日、グレイスの車名で日本市場において発売開始した。発売当初はオリジナルとは異なる事にハイブリッド専用車種であったが、2015年6月19日にガソリン車が追加発売された。
2015年4月18日、広汽本田汽車が上海モーターショーにてシティ（中国名：鋒範）を発表、同年8月28日販売開始。
2015年9月22日、東風本田汽車がグレイズ（中国名：哥瑞）を発表、同年11月7日販売開始。シティと前後デザインが異なる中国専用の姉妹車である。その後、2020年末を以って後述するジーニアと共に生産・販売終了。
2016年9月2日、東風本田汽車がジーニア（中国名：竞瑞）を発表、翌10月末発売開始。グレイズをベースに5ドアファストバックセダン化したモデルとなる。その後、2020年末を以って生産・販売終了。
2021年4月、パキスタンにて現地生産・販売開始。

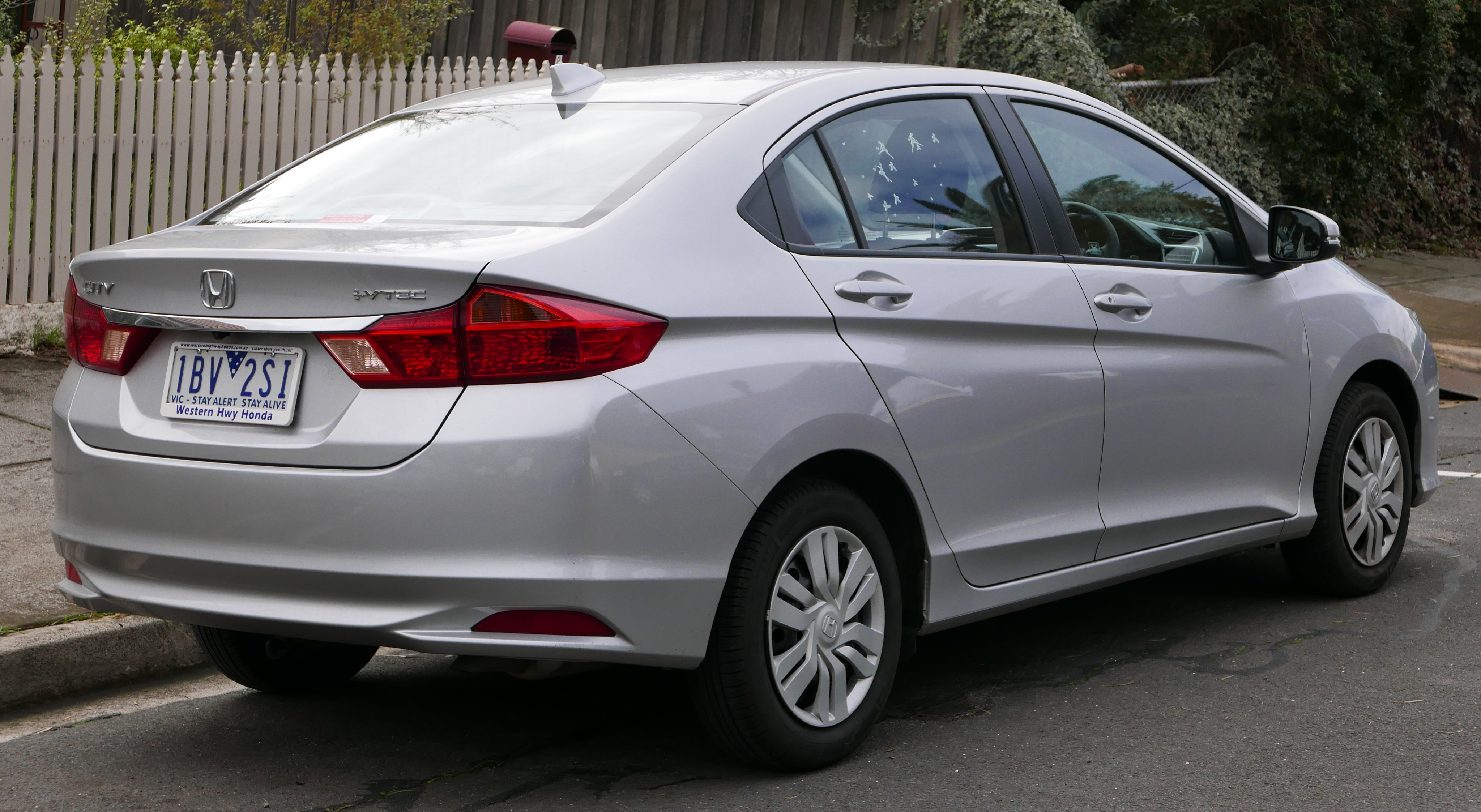
前期型リア
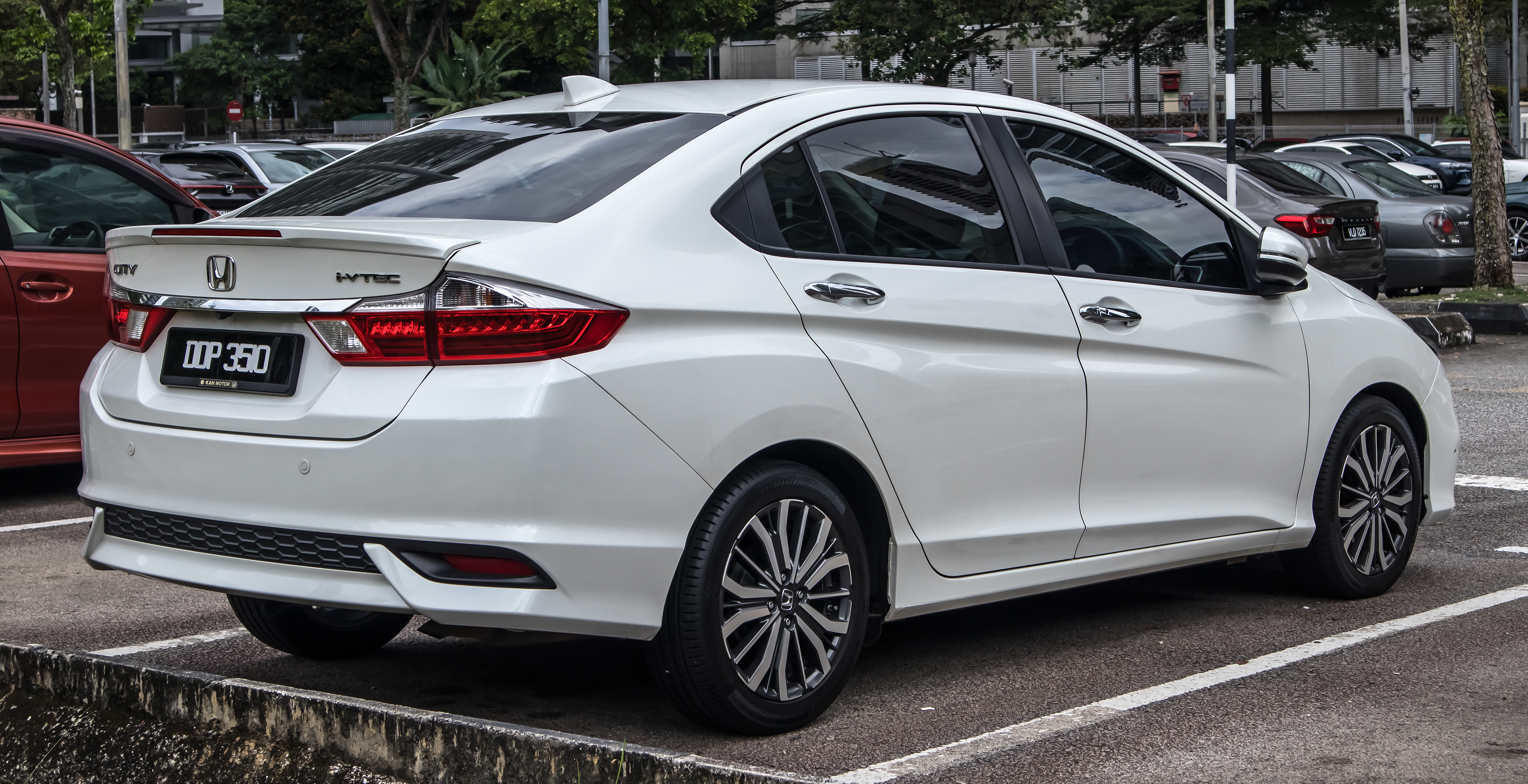
後期型リア
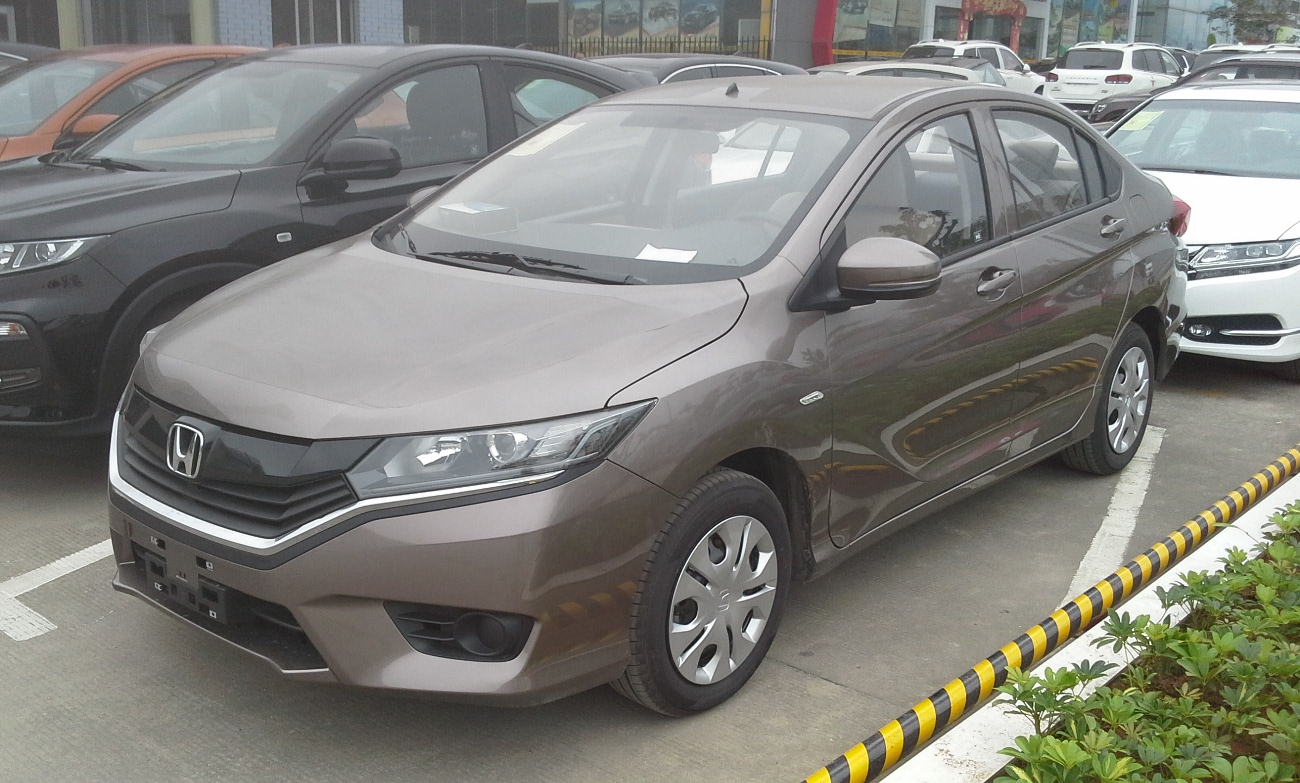
中国向け姉妹車のグレイズ フロント
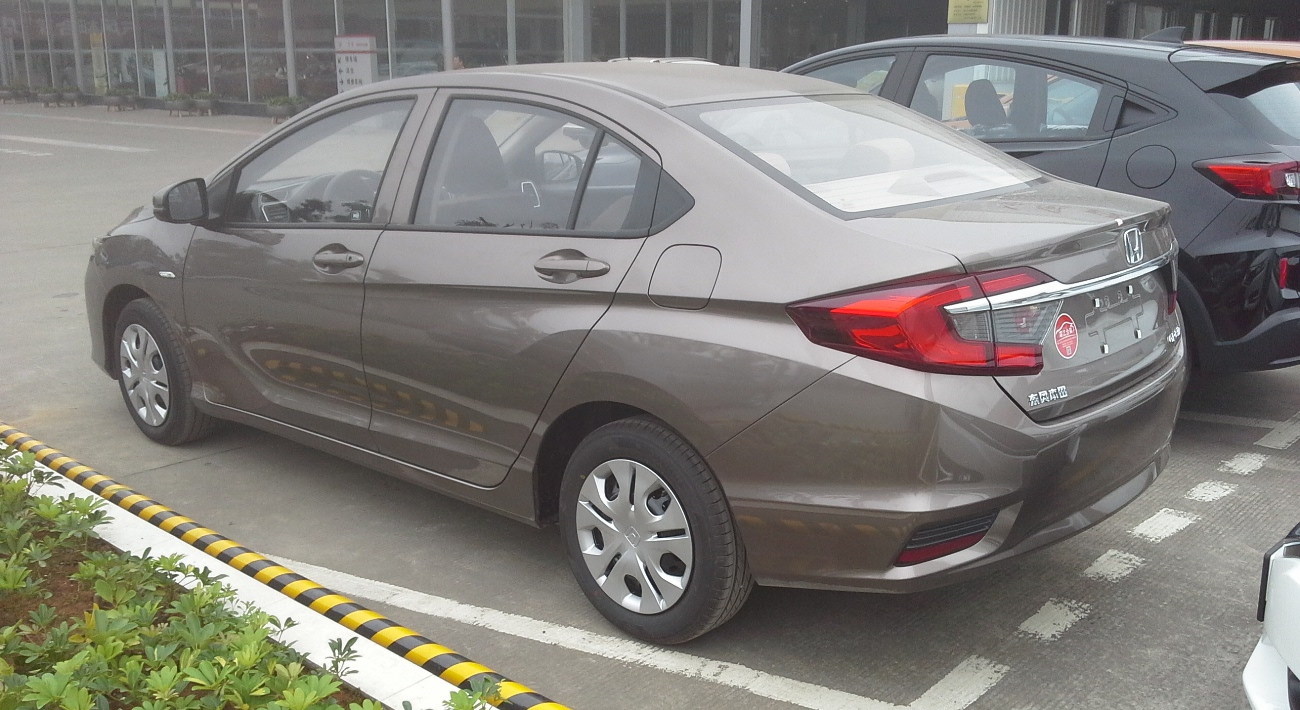
中国向け姉妹車のグレイズ リア
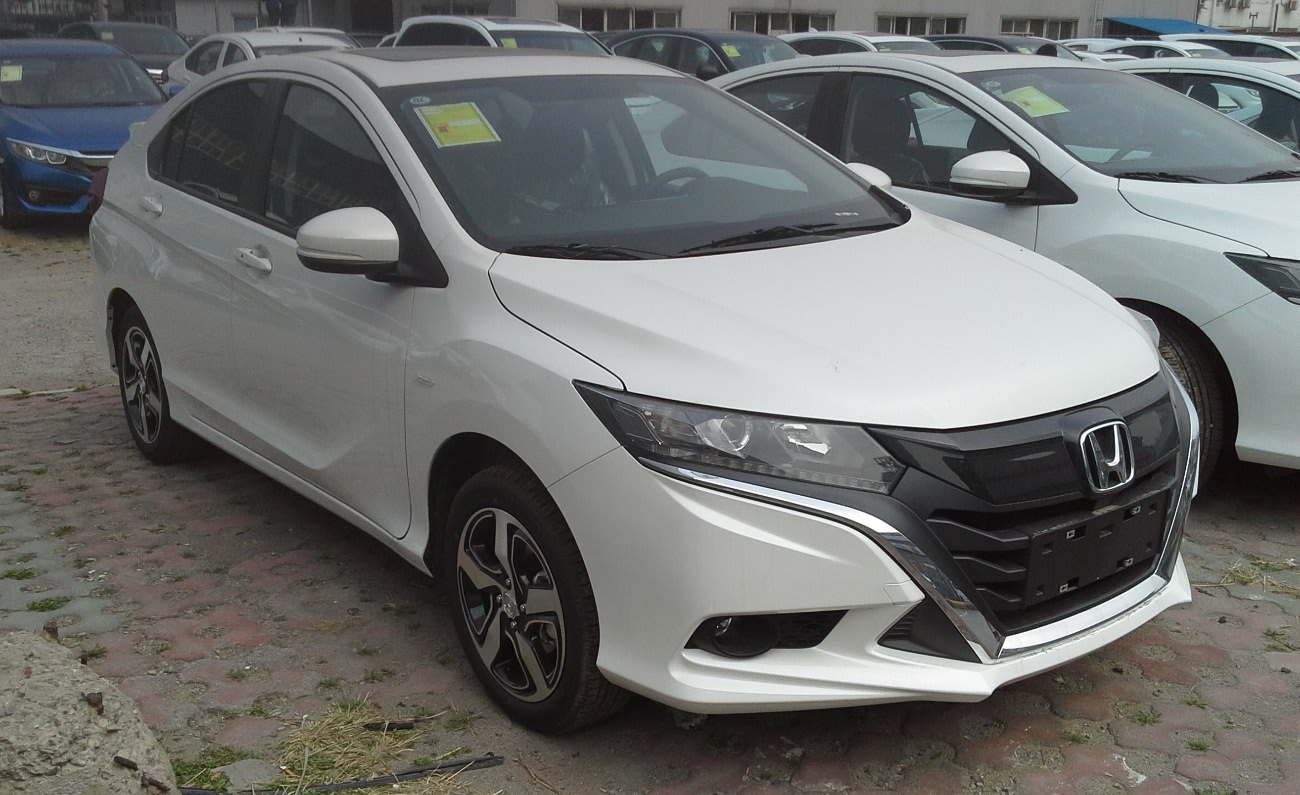
中国向け姉妹車のジーニア フロント
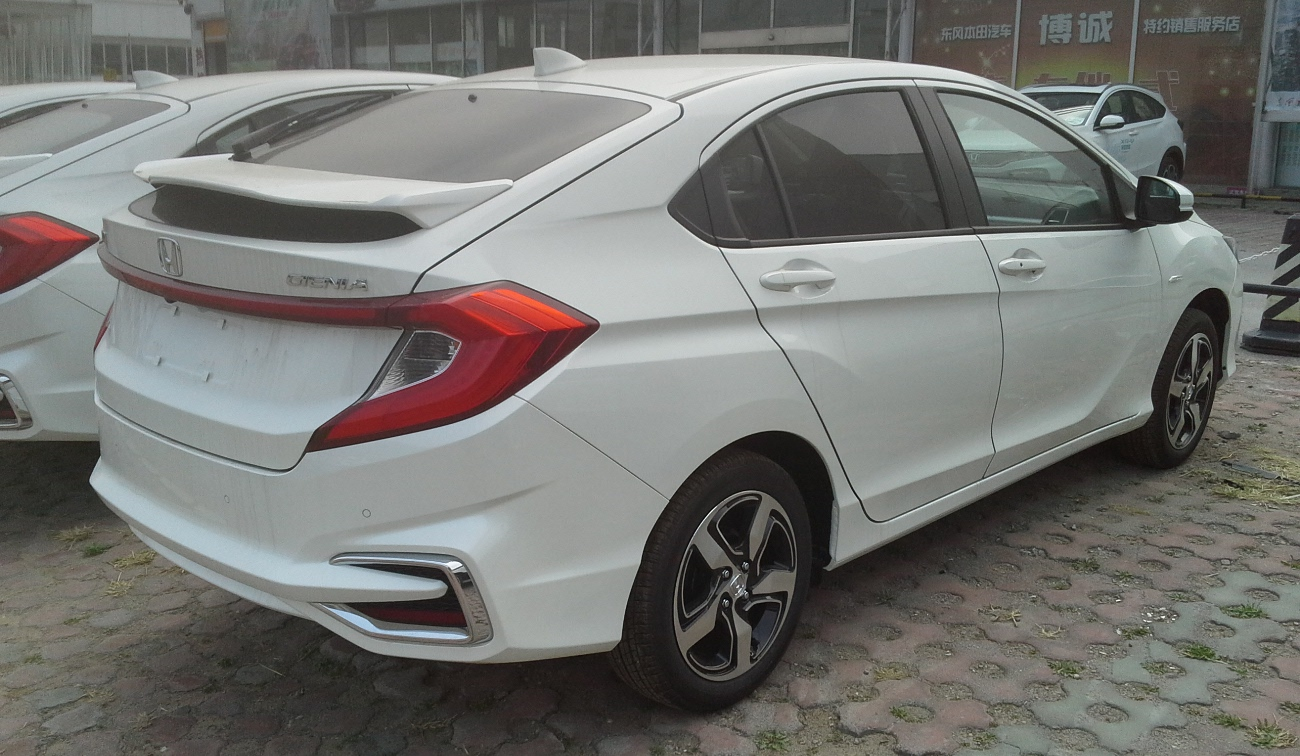
中国向け姉妹車のジーニア リア

## 7代目 GN1型（2019年 - ）
2019年11月、タイ王国で発表。翌2020年からシンガポール、マレーシア、フィリピン、ベトナム市場に順次投入される。ボディサイズは先代より一回り拡大された。ホイールベースは先代と同一（ただしタイ仕様のみ11mm短縮）。
また、これまでは4ドアセダンのみであったが、2020年11月24日にはタイで5ドアハッチバックが発表され、ラインナップに加わった。一部市場ではそれまでジャズ/フィットに代わるものとみられている。ただし、シティハッチバックはフィット/ジャズより一回り大柄である。
グレードの設定は地域によって異なるが、最上位グレードとして外観をスポーティーに仕立てた「RS」が設定される。
エンジンはタイ仕様のみ同国政府のエコカー認定基準を満たすためにインタークーラー付きターボチャージャーを搭載した1.0L・直列3気筒DOHC12バルブガソリンエンジンが搭載される。それ以外と国・地域向けには1.5L・直列4気筒DOHC16バルブガソリンエンジンが搭載される。トランスミッションは全車CVTのみとなる。
2020年8月にはe:HEV仕様がマレーシアで世界デビューを飾った。RSグレードに1.5L・直列4気筒DOHC16バルブアトキンソンサイクルガソリンエンジンが搭載され、Honda SENSING、Honda LaneWatchといった運転支援システムも装備される。同年11月24日にはタイでもe:HEV仕様のRSがラインナップに加わった。
2023年3月、インドでマイナーチェンジ発表、同年6月にはタイで発表される。

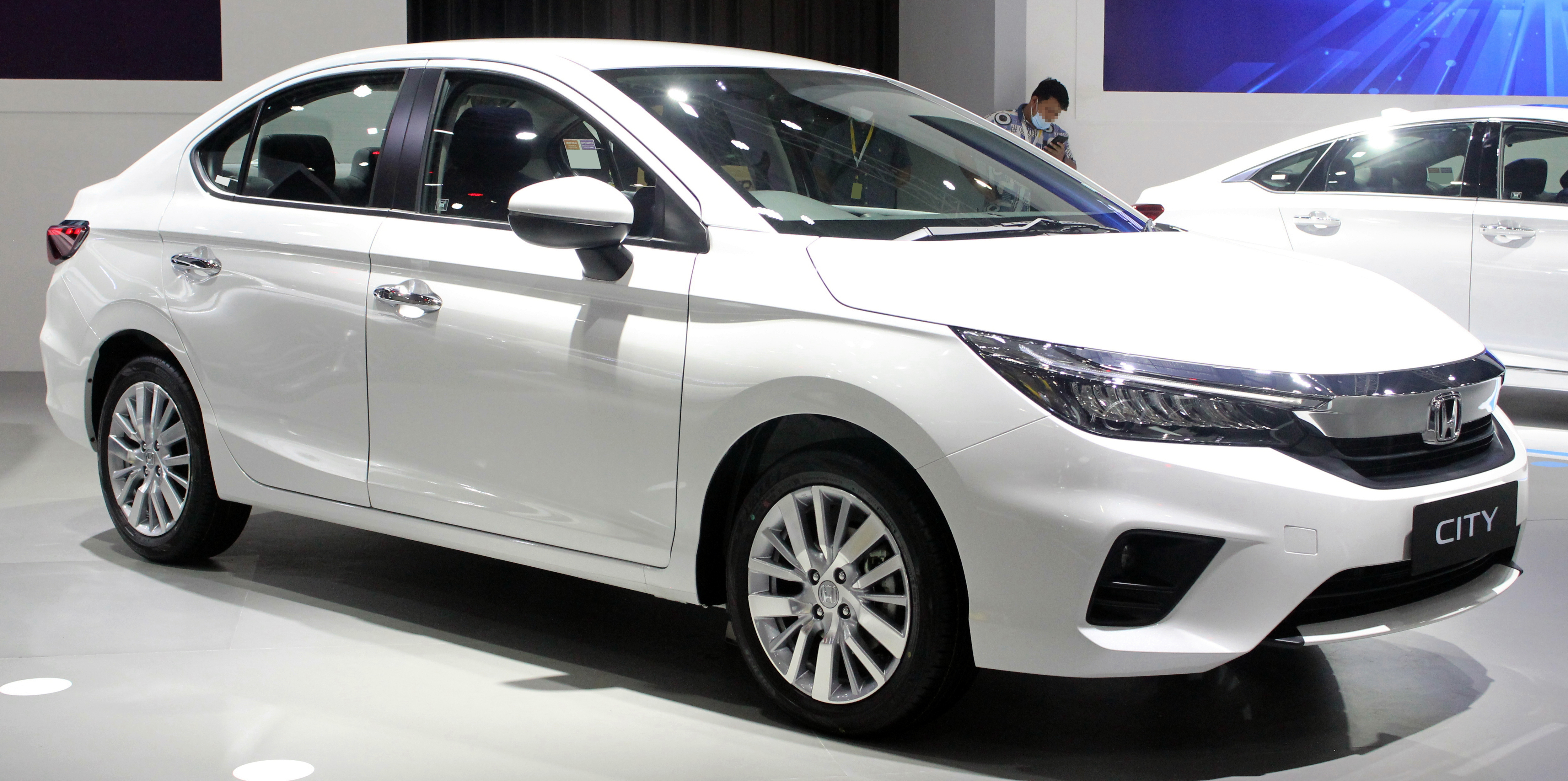
セダン（インドネシア仕様、前期型）フロント
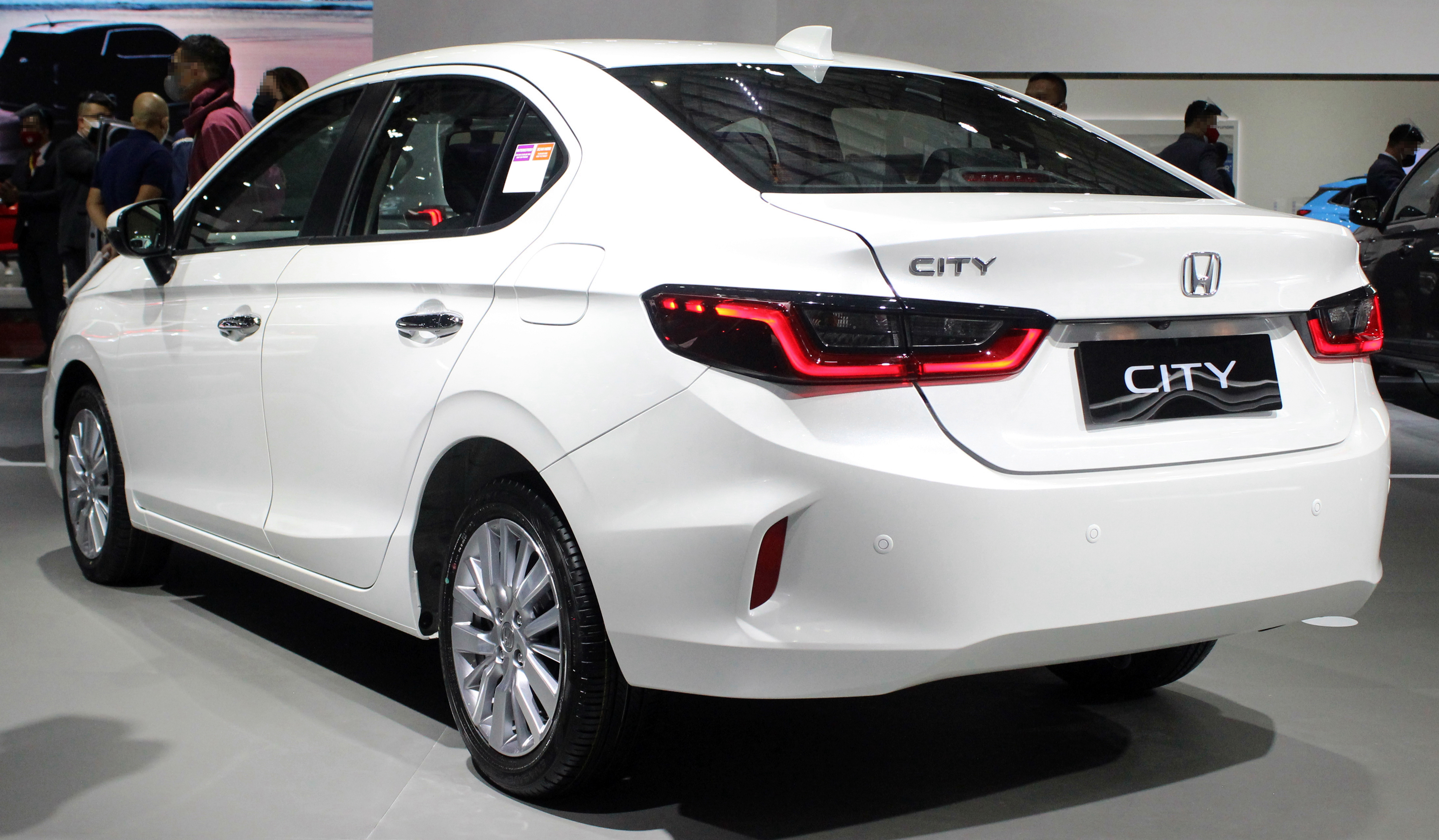
セダン（インドネシア仕様、前期型）リア
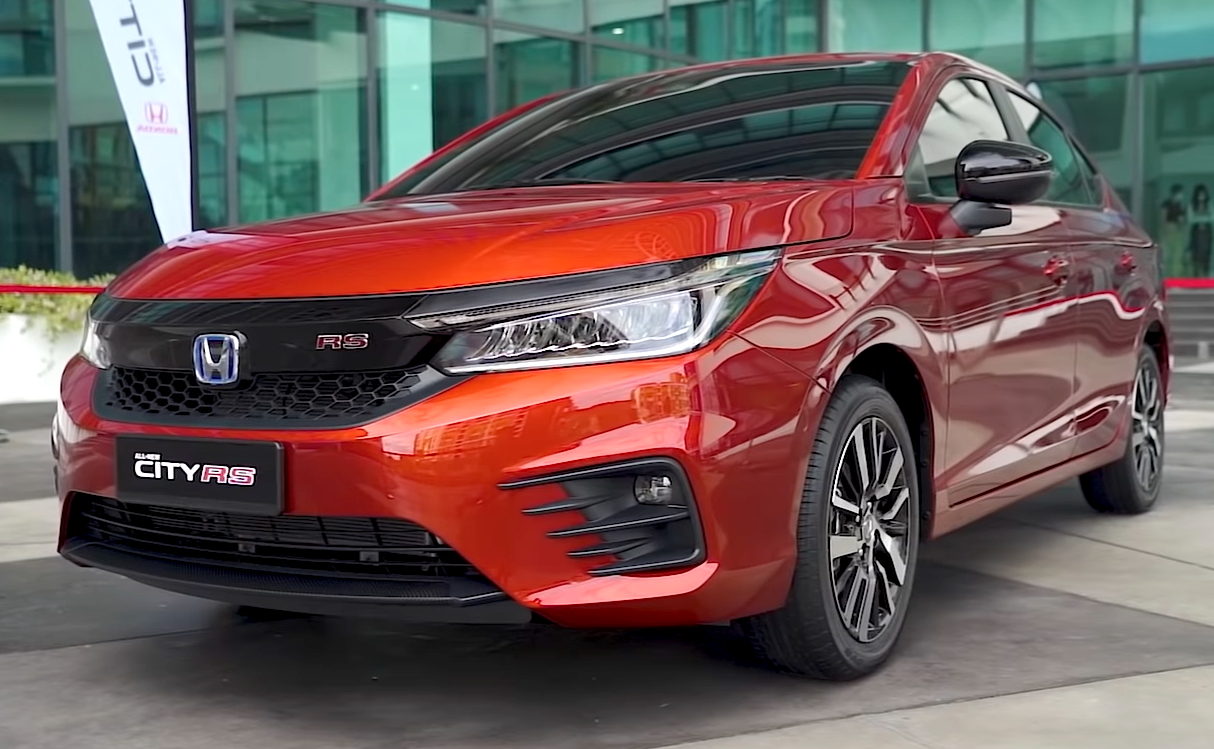
セダン e:HEV RS（マレーシア仕様、前期型）フロント
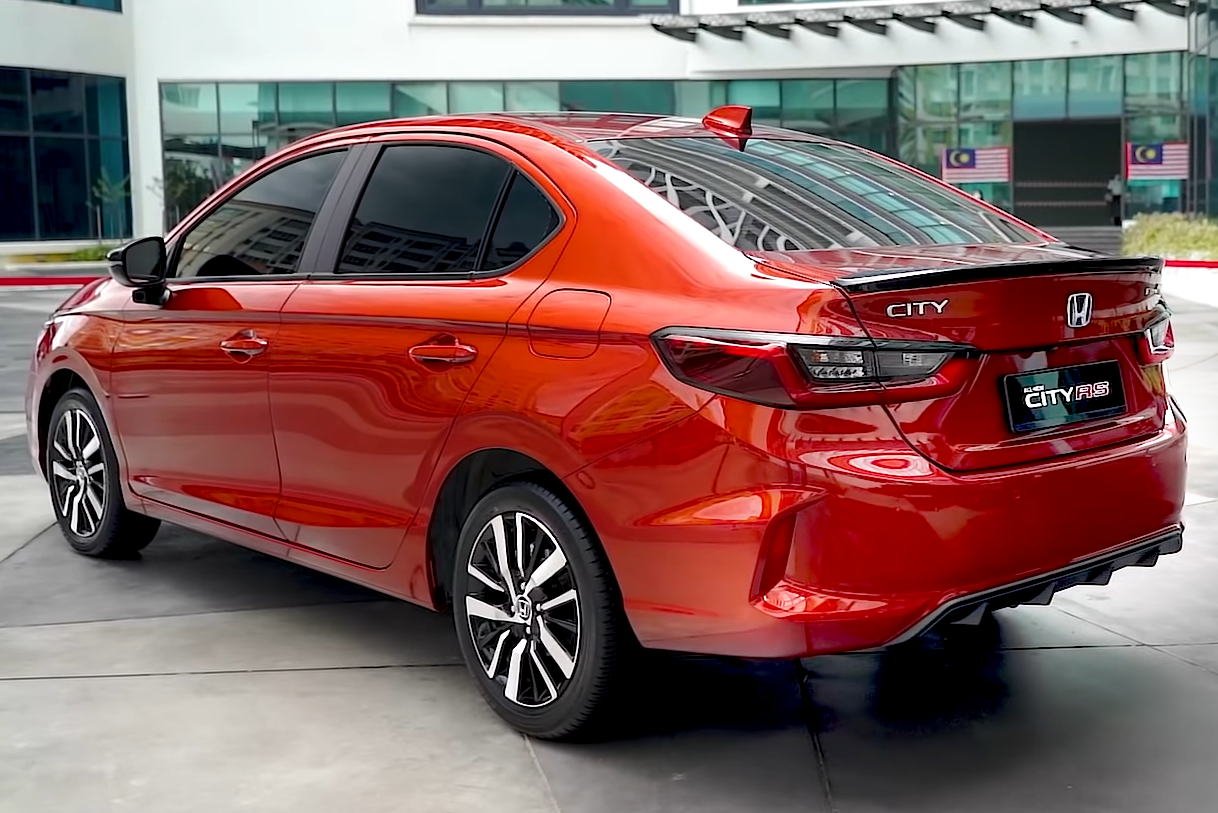
セダン e:HEV RS（マレーシア仕様、前期型）リア
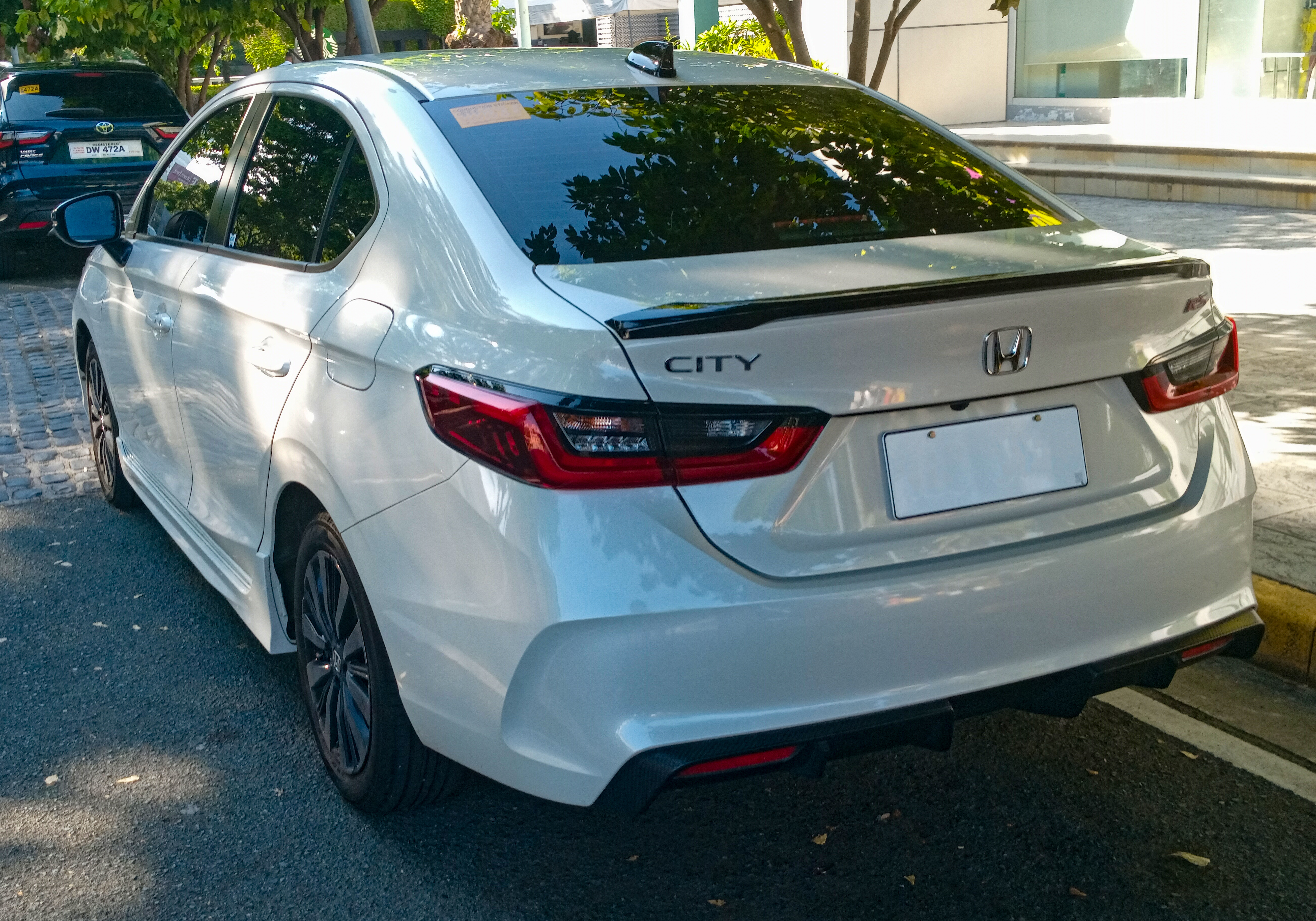
セダン RS（フィリピン仕様、後期型）リア
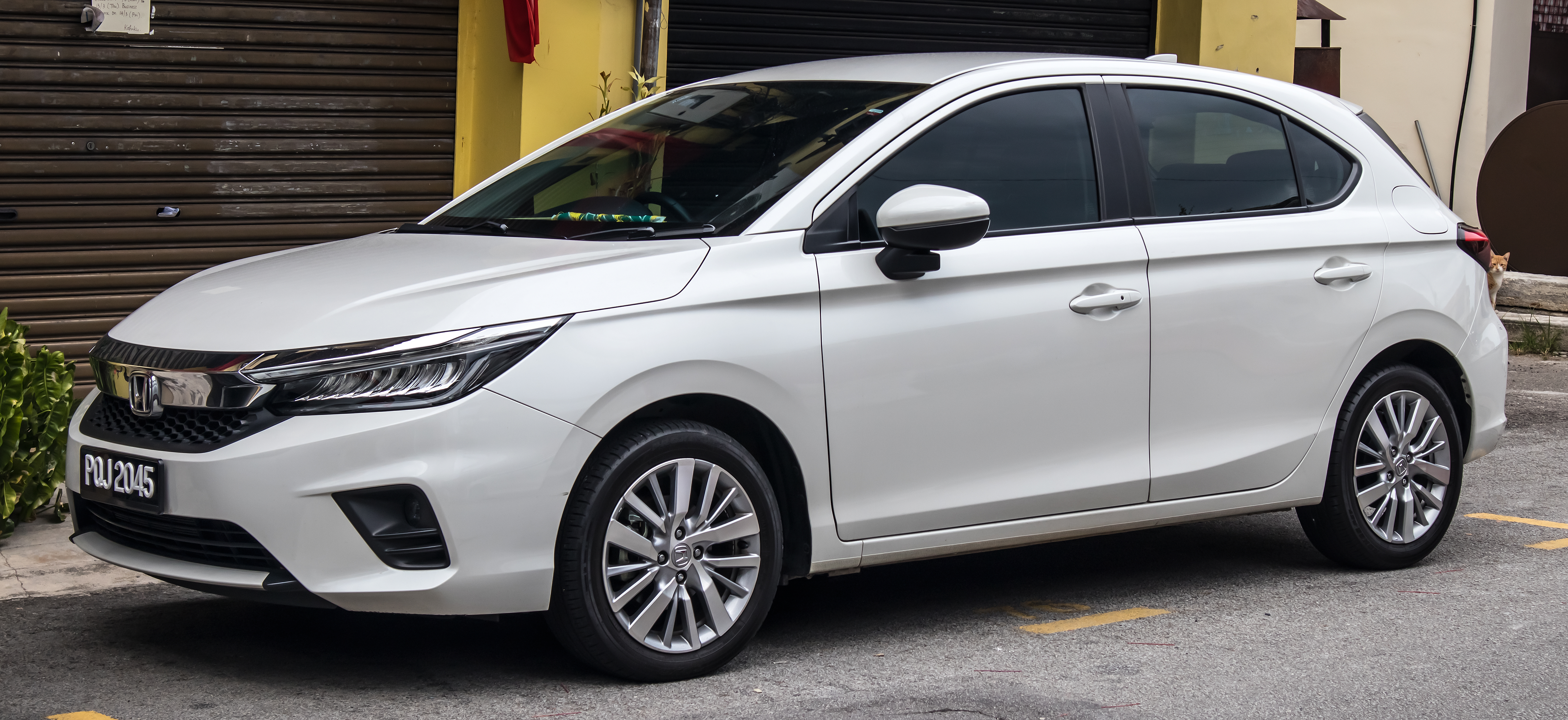
ハッチバック（マレーシア仕様、前期型）フロント
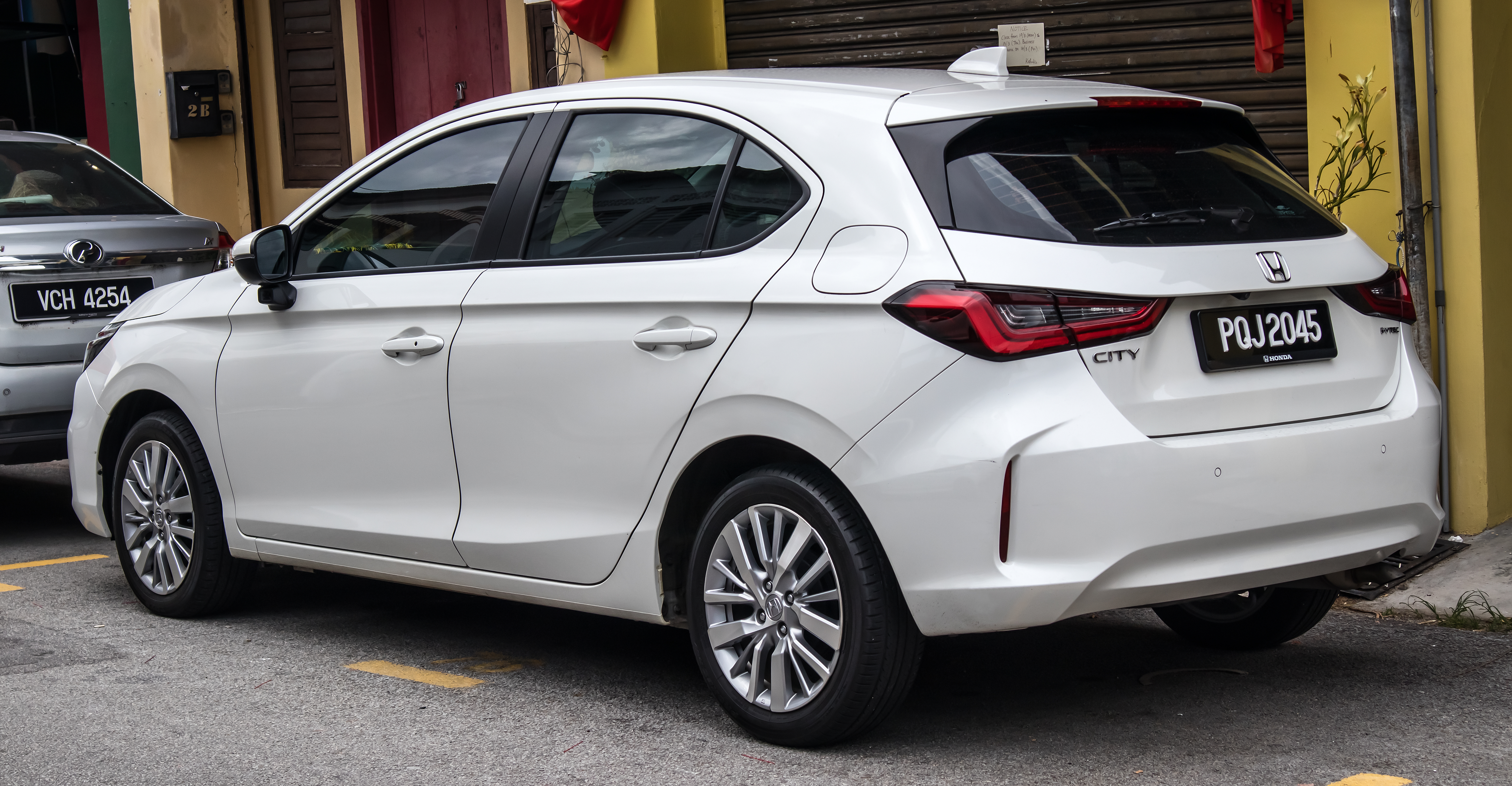
ハッチバック（マレーシア仕様、前期型）フロント
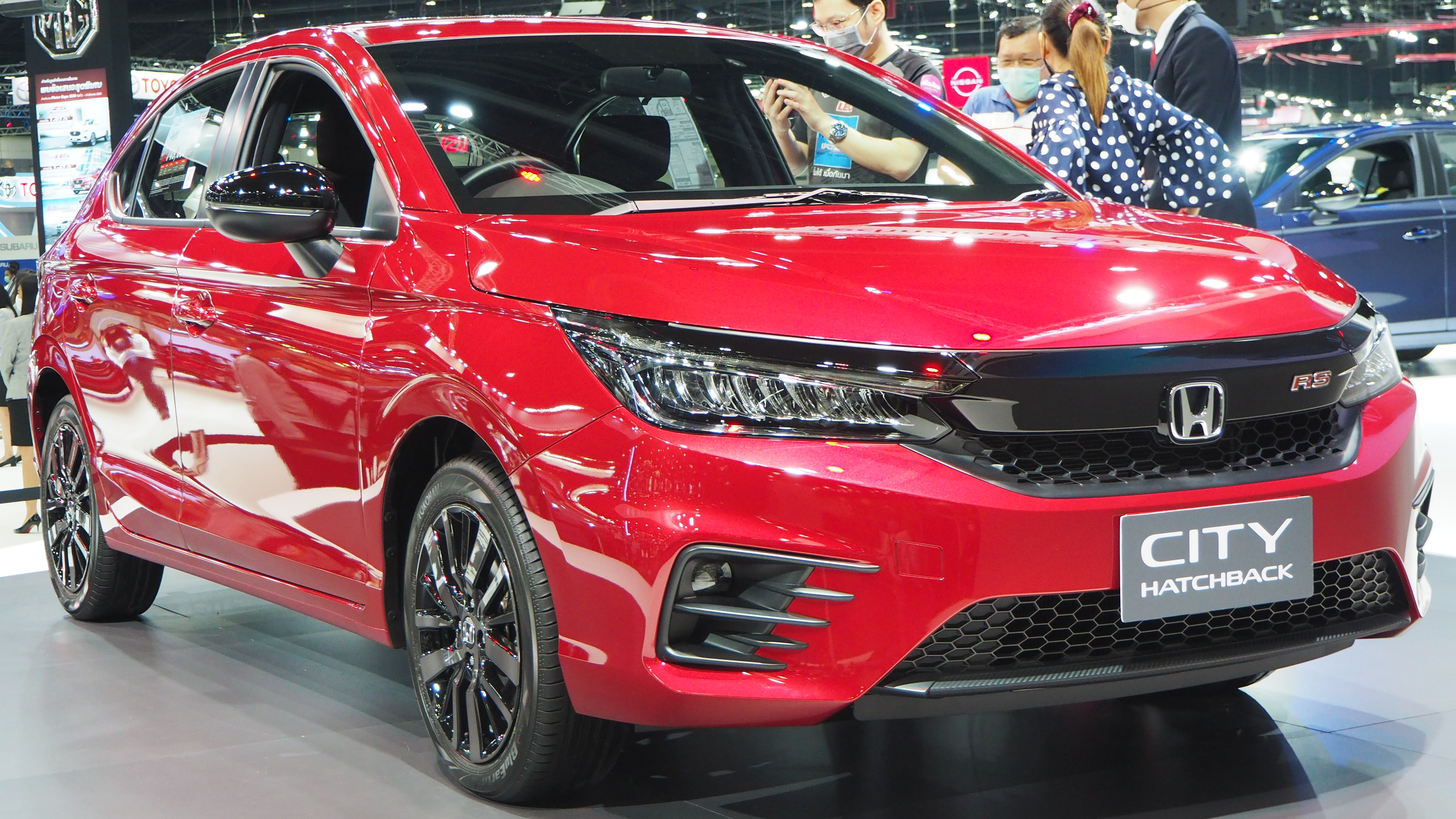
ハッチバック RS（タイ仕様、前期型）フロント
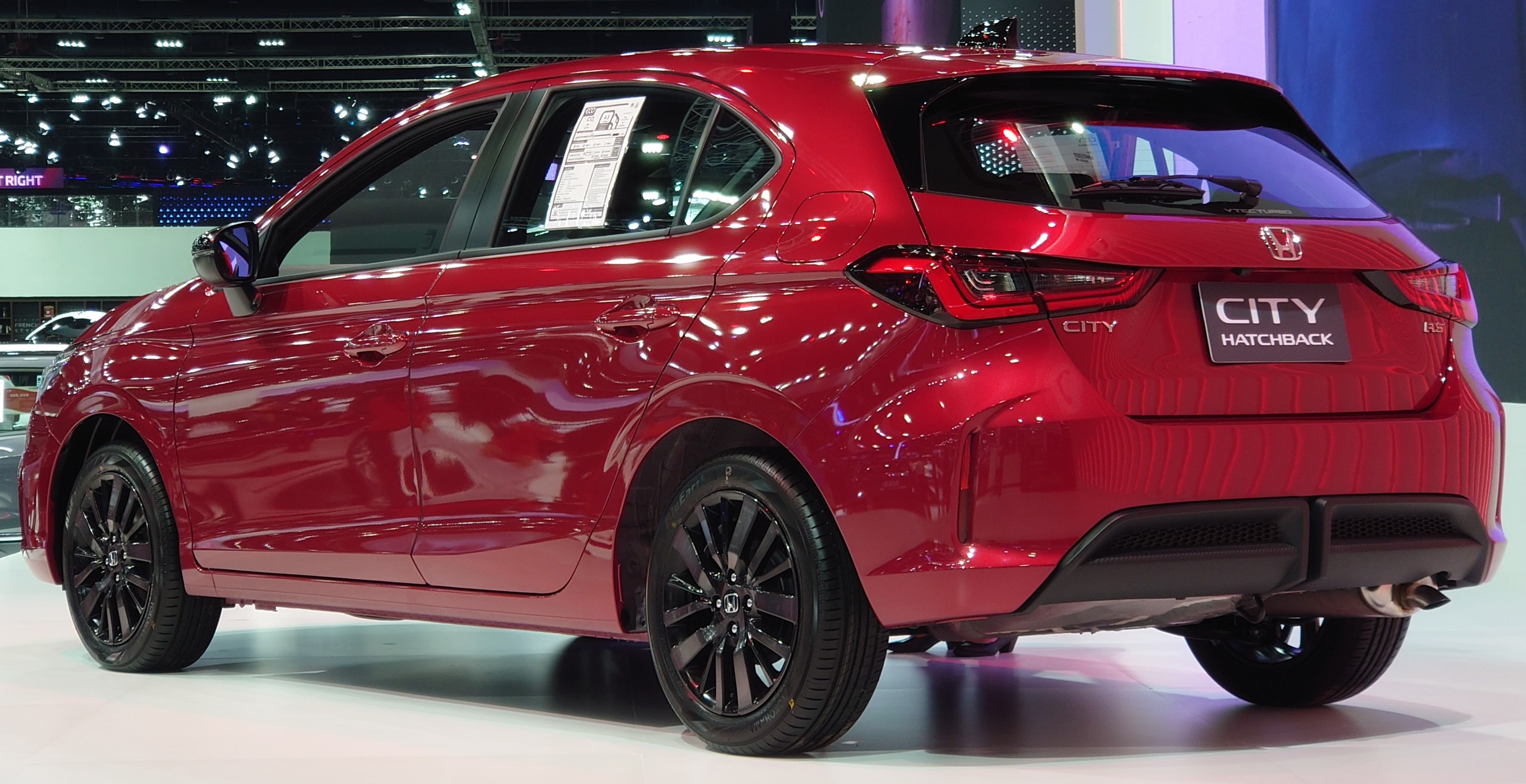
ハッチバック RS（タイ仕様、前期型）リア
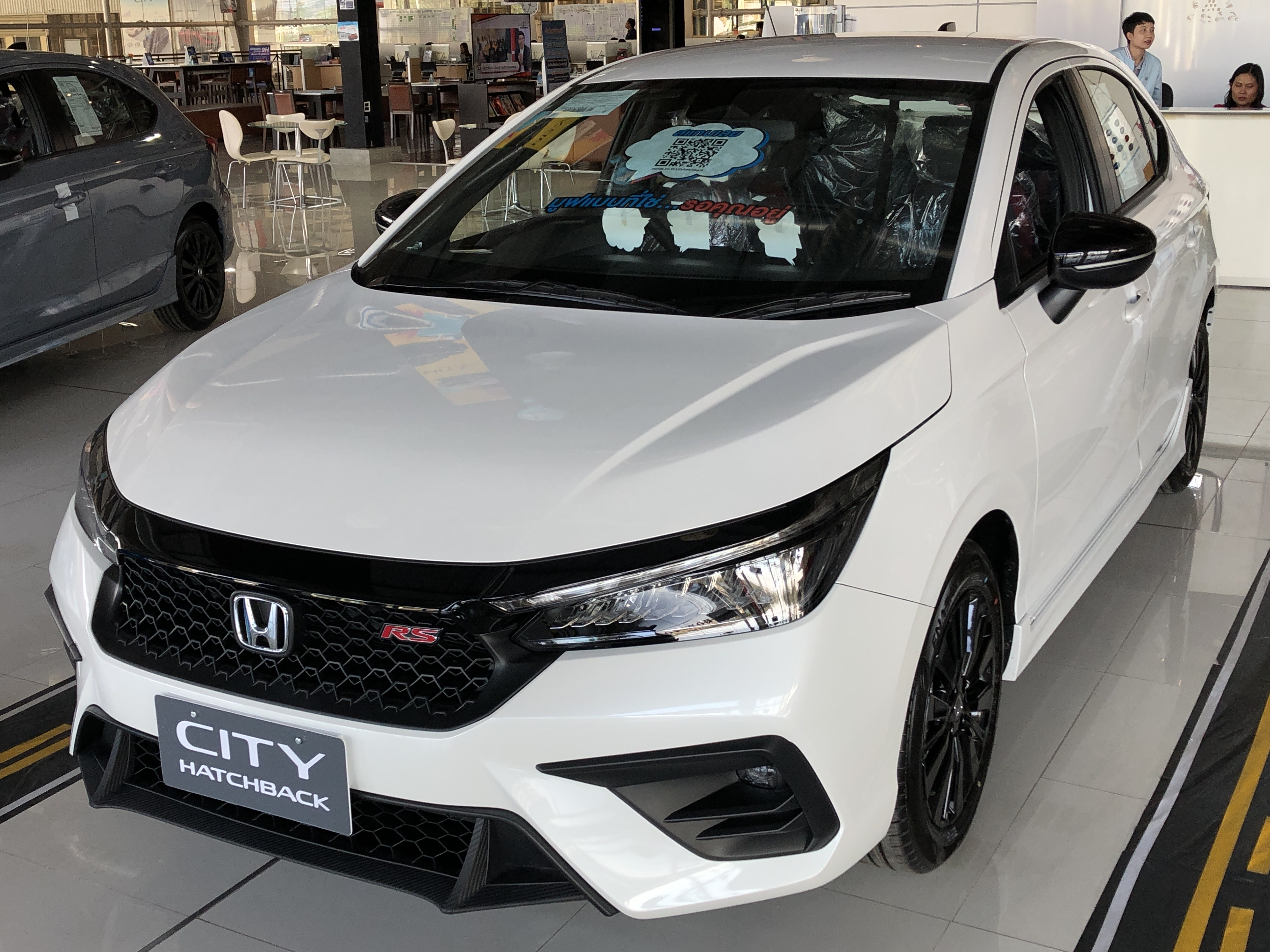
ハッチバック RS（タイ仕様、後期型）フロント
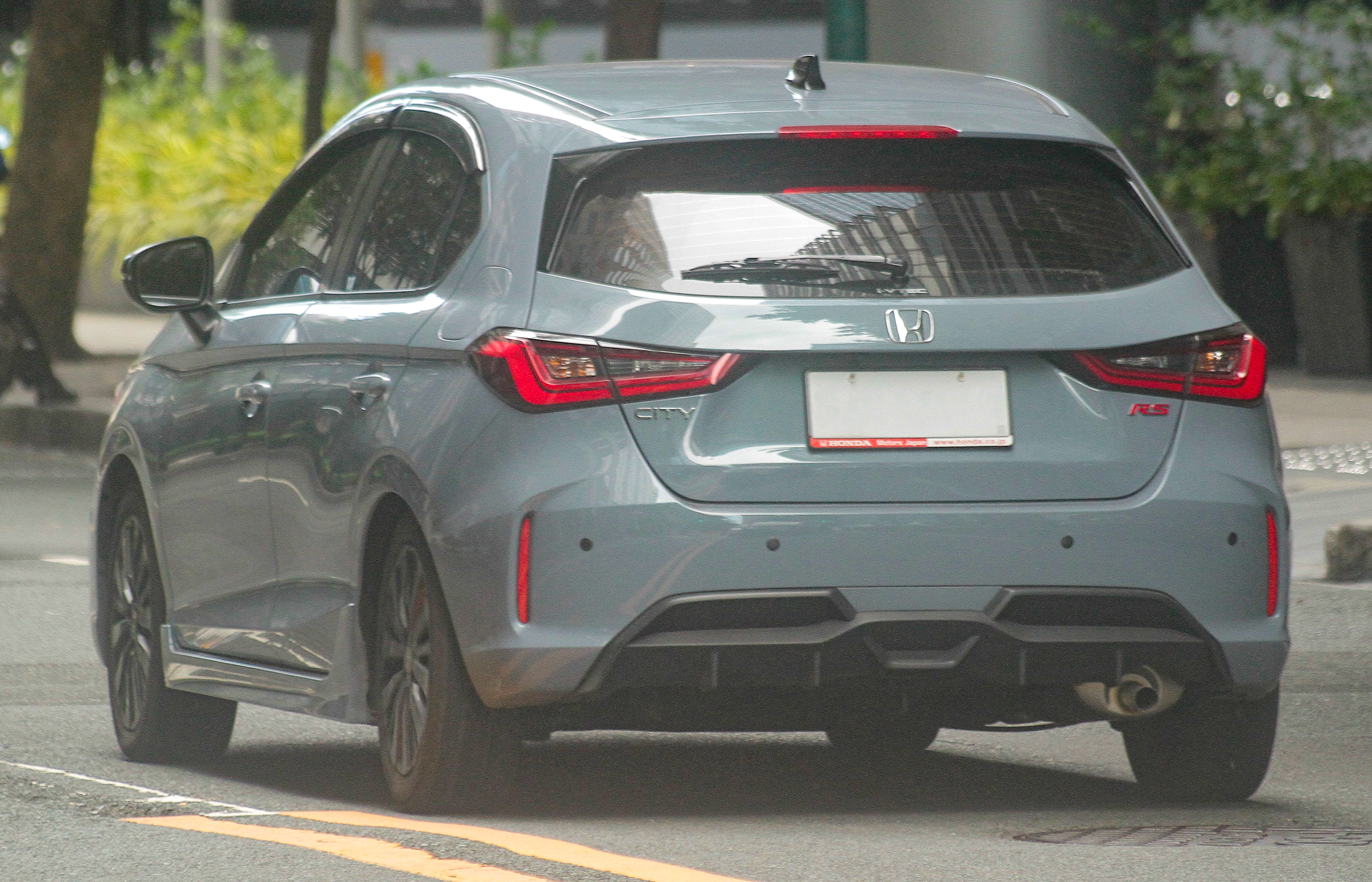
ハッチバック RS（フィリピン仕様、後期型）リア

## 生産
現在シティはアユタヤ（タイ）、グレイターノイダ（インド）、ラホール（パキスタン）、アローガジャ（マレーシア）、広州（中国）、サンタローザ（フィリピン）、アダパザル（トルコ）などで生産されている。
2011年からアルゼンチン・カンパーナの新工場での生産を開始。2011年まではブラジルのスマレーでも生産していた。

## 車名の由来
CITYは英語で都市を意味する。都会的な感覚を持つ行動派の若者がターゲットであることに由来する。

## モータースポーツ

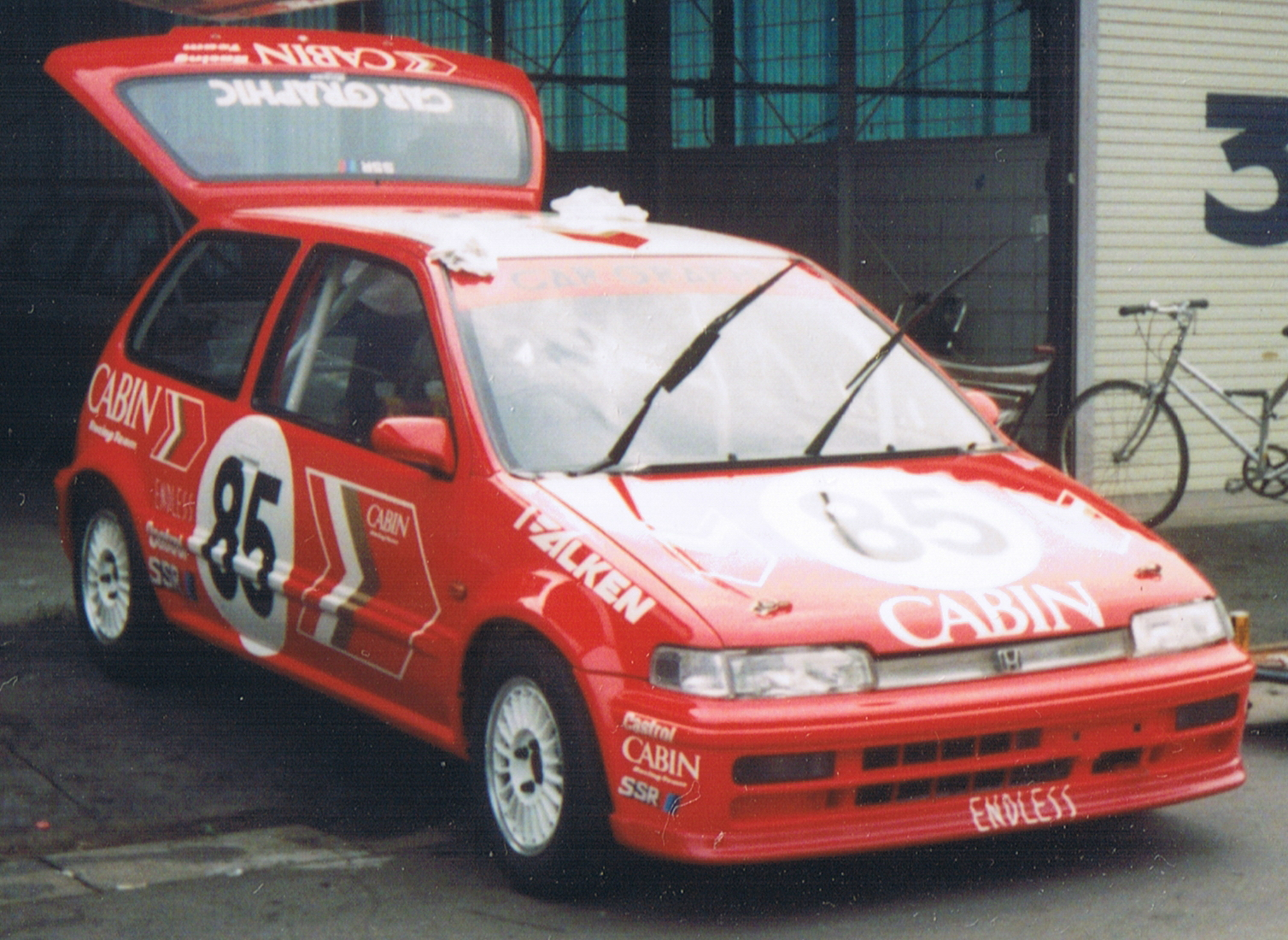
GA2型 N1規定レース車両

### 初代
「ターボII」によるワンメイクレース「シティブルドッグレース」が開催されていた。専用のエアロパーツを装備した戦闘的なスタイルだったが、重心の高さ、ホイールベースとトレッドとのバランス及びタイヤの設定等から横転する車両が相次いだ。1984年にはカメラを積んでいた松田秀士も鈴鹿サーキットの1コーナーで横転し、リタイアしている。また、走行中のハンドルの不安定さを指摘していた。

### 2代目
後期モデル「CR-i」（GA2型）は、軽快なエンジンフィール、軽量なボディと低重心、四隅に配置されたタイヤやシンプルなサスペンション構成を活かして、レース、ラリー、ジムカーナ、ダートトライアルといった多くのモータースポーツで活躍した。燃費性能にも優れており、N1耐久シリーズ（現・スーパー耐久）のような耐久レースでも強さを発揮した。
コーナースピードと脱出加速能力がものを言う中小規模サーキットでの走行では、上位クラスにとっても侮れない存在であり、特にジムカーナでは、2003年にレギュレーションが変更されるまでのA1クラスにおいて、この車でなければ勝てなかったと言われていた。更には高いチューニング耐性から、改造車クラスであるC1クラス（現：SCクラス）でも多数が出走した。登場から30年が経った2018年時点でも全日本シリーズに参戦している車両がある。
現在も、競技ライセンスを必要としない非公式競技では参加台数も少なくない。
この頃のホンダ車は『紙のボディ』であるとよく言われていたが、本車もボディ剛性が高いとはいえない。

### 3代目
タイで「City-R」ワンメイクレースが行われていた。

## テレビCM
1981年の初代シティ発売時には、イギリスのスカバンド・マッドネスを起用したテレビCMが話題を呼び、井上大輔作曲、マッドネス演奏・歌唱の「シティ・イン・シティ（In The City）」に「ホンダ、ホンダ、ホンダ、ホンダ」を連呼する合いの手が入ったCMでも有名になった。CM中でマッドネスのメンバーが踊るダンスも「ムカデダンス」（正確にはナッティー・ウォーク）として流行した。
このCMで使われた歌やムカデダンスは、当時の人気テレビ番組『8時だョ!全員集合』で加トちゃんケンちゃんがギャグのネタにするほどであった。当時のホンダ四輪宣伝担当は、発売前のホンダ社内での会議で「加藤茶と志村けんにムカデダンスをやってもらいたかった」と発言していたが、加藤と志村への根回しはしておらず、またCMに2人を起用することもなかった。しかし偶然ではあったが、その発言が違う形で現実となった。
1982年にはソフト99が、初代CMのパロディCMを製作し放送。作中に本物のシティが使われた。また、1980年代には石川県輪島市の観光ホテル高州園（現・ホテルこうしゅうえん）のCMにおいても、ムカデダンス及び扇のポーズがパロディされている。
1985年にはジュリアン・レノンが出演し、自身の曲である「ヴァロッテ」「セイ・ユア・ロング」「トゥー・レイト・フォー・グッドバイ」が使用された。
1996年の新興国向け小型セダンとして3代目が発売された当時は、台湾でのCMソングとして林佳儀歌唱の「I Love My City」が使用された。この曲は初代のCMに引き続き、井上大輔が作曲を手がけている。

## エピソード
- ルノー・トゥインゴとの関連

2代目シティとルノー・トゥインゴは、サイズ・形状・シティコミューターとして開発されるという車両コンセプトが非常に似通っており、関連性について指摘されることがある。しかし、トゥインゴと2代目シティに直接の関連性はない。
- ゲームのモデル

AA型をモデルとして、ジャレコがアーケードゲーム「シティコネクション」を制作した。
- プラモデル

自動車模型は実車と見る視点が違うため、悍さを演出するよう実車よりも低めの比率にデフォルメされて作られることが通例であるが、田宮模型から初代のプラモデルが発売された際、特徴的な車高の高さを強調するためにあえて高めに作られた。またタミヤに関してはスケールモデル以外に、レーサーミニ四駆以前の時代のミニ四駆における第2世代の「コミカルミニ四駆」において、それまでハイラックス（トヨタ）等、個性はあるもののキャラクター性は強くないシリーズであった「ミニ四駆」シリーズへのテコ入れとして大塚康生に監修を仰ぎ、強いデフォルメを加えた「コミカルミニ四駆」シリーズの最初のモデルに選ばれたのがシティターボであった。「コミカルミニ四駆」はその後、人気RCモデル「ワイルド ウィリス」をベースとした「ワイルド ウイリスJr」のヒットにより、大ヒットシリーズである「レーサーミニ四駆」へと繋がる（現在は「1/32 ミニ四駆シリーズ」として継続されている）。
- 速度警告音

2代目にモデルチェンジする頃に装備の義務が無くなったが、シティでは廃止されずに最後まで残っていた。理由は不明である。

## 販売店
初代は発売時からホンダ店で、1985年にホンダプリモ店、ホンダクリオ店設立後はプリモ店、クリオ店の併売となり、2代目はクリオ店専売車として取り扱っていた。